# Plateau du Golan
Cet article concerne les aspects politiques. Pour les aspects géographiques qui recouvrent une zone plus large, voir Plateau du Golan (géographie). Pour les autres sens du nom, voir Golan.

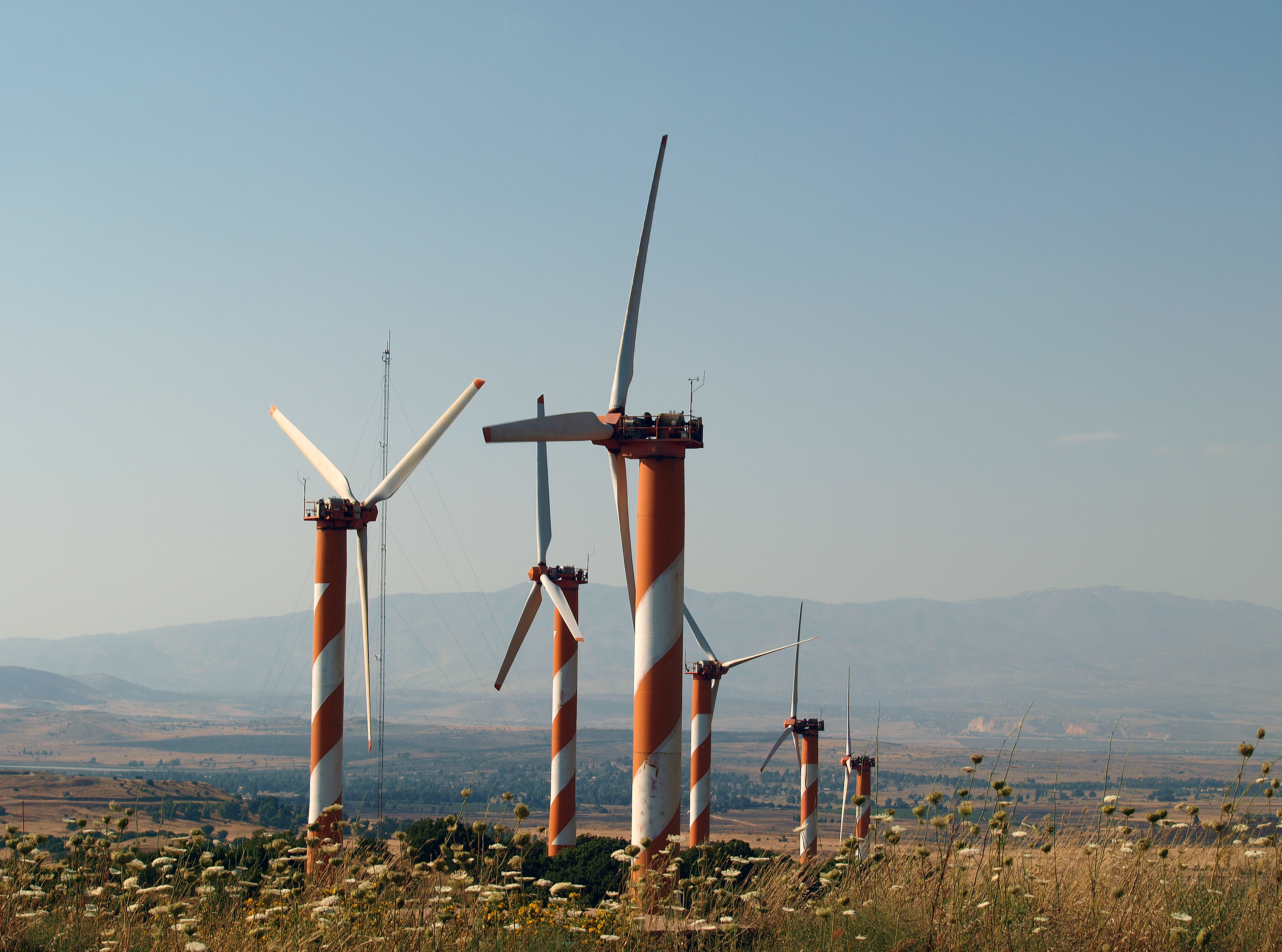
Parc éolien de Bney Rasan sur le plateau du Golan annexé et le reste de la Syrie, en arrière plan.

Le plateau du Golan (en arabe : الجولان, al-Jūlān, en hébreu : גולן, Golan) est un plateau volcanique situé en Syrie, dont une partie est occupée par Israël depuis la guerre des Six Jours de 1967, puis annexée unilatéralement par le gouvernement israélien en 1981. Cette annexion est considérée comme illégale par la communauté internationale dans le cadre de la résolution 497 du Conseil de sécurité des Nations unies adoptée à l'unanimité le 17 décembre 1981.
Au cours de l'Antiquité, le territoire est habité par divers peuples, dont les Amorites, les Ituréens et les Israélites. Le plateau est conquis en 636 par les Arabes conduits par Omar ibn al-Khattâb. Les Druzes s'installent dans le plateau du Golan à partir du XVe siècle. Il fait partie de l'Empire ottoman à partir des années 1520 (début de la conquête ottomane), et s'intègre dans le vilayet de Syrie. Après la défaite de l'Empire ottoman en 1918, il est administré temporairement par les Britanniques qui ont conquis dès décembre 1917 la Syrie. Les accords secrets Sykes-Picot signés en 1916 entre le Royaume-Uni et la France, attribuent la Syrie - Golan inclus - à la France. Le mandat français en Syrie et au Liban est ensuite institué par la Société des Nations de 1920 à 1946. La France et le Royaume-Uni fixent les frontières des territoires de leurs mandats respectifs dans la région lors de l'accord Paulet-Newcombe en 1923. Ces frontières sont pour l'essentiel celles toujours actuellement reconnues internationalement.
La Syrie établit sa souveraineté sur le Golan au moment où elle accède à l'indépendance, en avril 1946. 130 000 Syriens vivent sur les hauteurs du Golan au moment où Israël occupe le territoire, lors de la guerre des Six Jours de 1967. La plupart d'entre eux quittent le territoire ou sont expulsés après la conquête israélienne, seuls restant 6 000 à 7 000 Druzes. De nombreux villages sont alors détruits par l'armée israélienne. Une partie du Golan est récupérée par la Syrie lors de la guerre du Kippour en 1973, mais Israël occupe encore environ 70 % de l'Ouest des hauteurs du Golan qu'il place sous administration militaire. Les 30 % de l'Est du plateau demeure sous le contrôle de la Syrie, au sein du gouvernorat de Qouneitra. Le 14 décembre 1981, Israël adopte la loi du plateau du Golan et annexe unilatéralement la partie du territoire qu'elle occupe. Considérée par les juristes spécialistes de droit international comme une loi d'annexion d'un territoire étranger, la résolution n°497 du 17 décembre 1981 du Conseil de sécurité des Nations unies la déclare « nulle et non avenue et sans effet juridique sur le plan international », estimant qu'elle contrevient à la résolution 242 selon laquelle l'acquisition de territoires par la guerre est inadmissible. La loi israélienne du 14 décembre 1981 n'est reconnue que par un seul pays, les États-Unis, depuis la déclaration du président Donald Trump le 25 mars 2019.
Le plateau du Golan représente une zone stratégique très importante dans le contexte du conflit israélo-arabe. Il domine par sa position la Galilée (Israël) et la plaine de Damas (Syrie). Il contrôle également la plupart des sources alimentant le lac de Tibériade et le Jourdain.
La présence de colonies de peuplement israéliennes conduit à une augmentation du nombre de colons relativement à celui des habitants druzes demeurés sur le plateau du Golan après juin 1967. Le plateau du Golan est devenu, depuis la loi du 14 décembre 1981, un sous-district au sein du district Nord. Des villages, kibboutz ou moshav ont été édifiés à partir des colonies du Nahal (Jeunesse pionnière combattante) présentes dès fin 1967 ou au début 1968. En 2022, le Golan occupé abrite plus de 32 000 colons israéliens et environ 22 000 Druzes. L'agglomération la plus peuplée est le village druze de Majdal Shams. Le 15 décembre 2024, le gouvernement de Benyamin Netanyahou approuve un projet visant à doubler la population des colons juifs dans la partie du Golan syrien annexée par Israël.

## Histoire

### Antiquité
La Vénus de Berekhat Ram, un objet en pierre daté du Paléolithique inférieur découvert sur les hauteurs du Golan, pourrait avoir été sculpté par Homo erectus vers 300 000 av. J.-C.
Le Golan méridional a connu une augmentation des implantations à partir du IIe millénaire av. J.-C. Il s'agissait de petites implantations situées sur les pentes surplombant le lac de Tibériade ou les gorges voisines. Elles pourraient correspondre aux « villes du pays de Ga[šu]ru' » mentionnées dans la lettre d'Amarna n° 256.5, écrite par le prince de Pihilu ( Pella ). Cela suggère une forme d'organisation politique différente de celle des cités-États prédominantes de la région, telles que Hatzor à l'ouest et Ashteroth à l'est. Au cours de l'âge du bronze tardif, le Golan n'était que peu peuplé.
Après l' effondrement de l'âge du bronze récent, le Golan se trouve dans le royaume nouvellement formé de Geshur (en), qui continue probablement l'ancien « Pays de Ga[šu]ru »,,. La Bible hébraïque mentionne le royaume de Geshur comme une entité distincte pendant le règne de David (10e siècle av. J.-C.). Cependant, au milieu du IXe siècle av. J.-C., le royaume d'Aram-Damas absorba Geshur dans son territoire en expansion,,. La rivalité d'Aram-Damas avec le royaume d'Israël conduisit à de nombreux affrontements militaires dans les régions du Golan et de Galaad tout au long des IXe et VIIIe siècles av. J.-C.
Au cours du VIIIe siècle avant J.-C., les Assyriens conquirent la région et l'incorporèrent à la province de Qarnayim, y compris probablement Damas. Cette période fut suivie par celles de la domination de l'Empire babylonien et de l'Empire achéménide . Au Ve siècle avant J.-C., l'Empire achéménide autorisa la réinstallation des exilés juifs de retour de la captivité babylonienne dans la région, un fait qui a été noté dans la mosaïque de Rehob.
Après la période assyrienne, environ quatre siècles fournissent des découvertes archéologiques limitées dans le Golan.
Au cours de l'Antiquité, le territoire est habité par divers peuples, dont les Amorites, les Ituréens et les Israélites. Gamala (aujourd'hui Gamla) était la ville juive la plus importante de la région lors de la première guerre judéo-romaine. Flavius Josèphe relate dans la Guerre des Juifs le siège et la prise par les Romains de la forteresse de Gamala dont les habitants préférèrent se suicider que se rendre aux Romains. Le site ne fut pas réoccupé. Une présence juive a toutefois perduré à Qatzrin sur le Golan, pendant les périodes romaine et byzantine.
La région avec la Galilée devient un centre du Judaïsme durant la période byzantine, avec comme ville principale, Nawa, aujourd'hui située en Syrie. Elle servait de point de passage entre les communautés de Galilée et celles du Hauran, Edreï et Bosra jusqu'au Xe siècle. La présence israélite se termine en 636, avec la conquête arabe sous Omar ibn al-Khattâb.[réf. nécessaire]

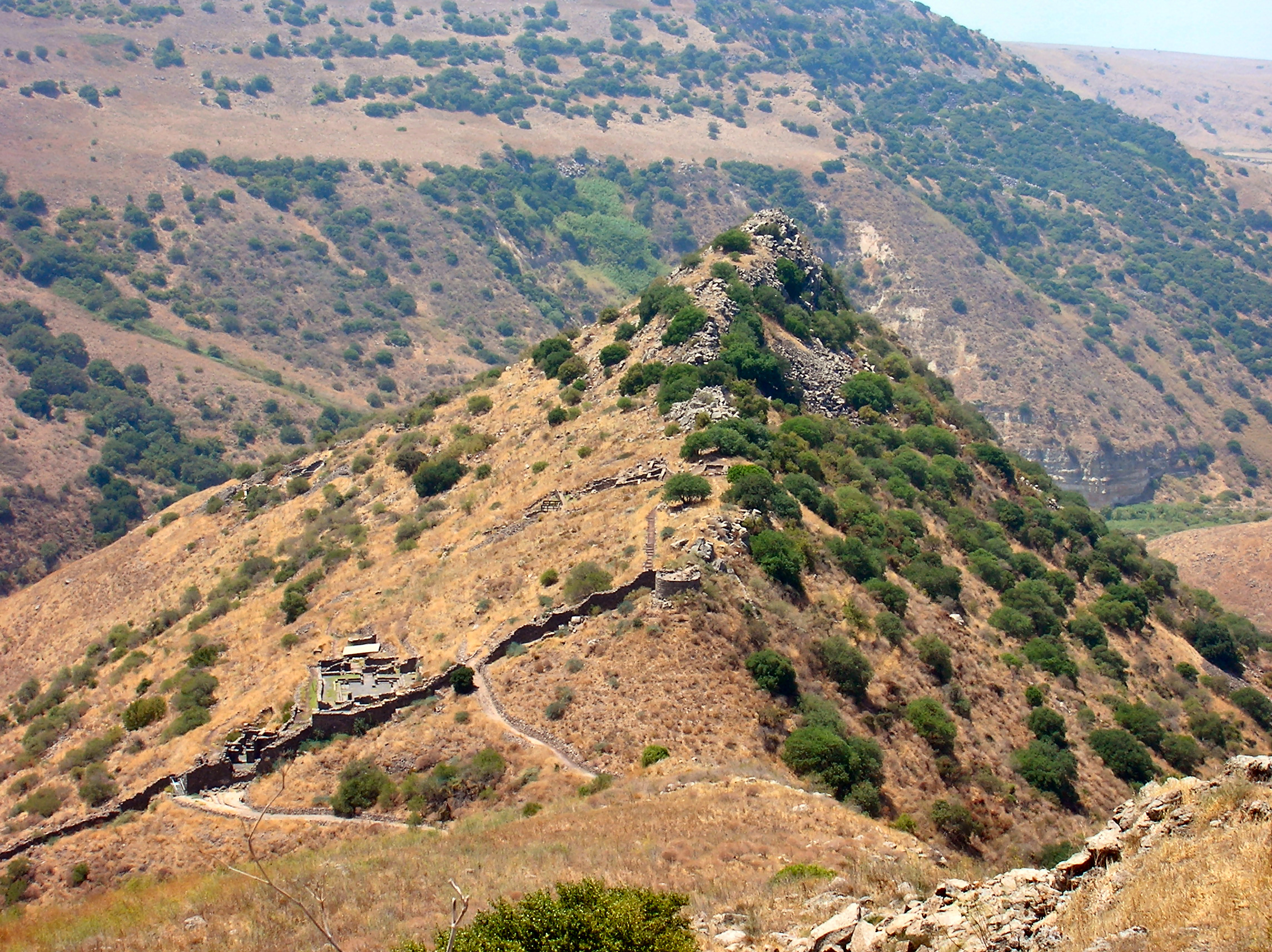
Le site de Gamla.
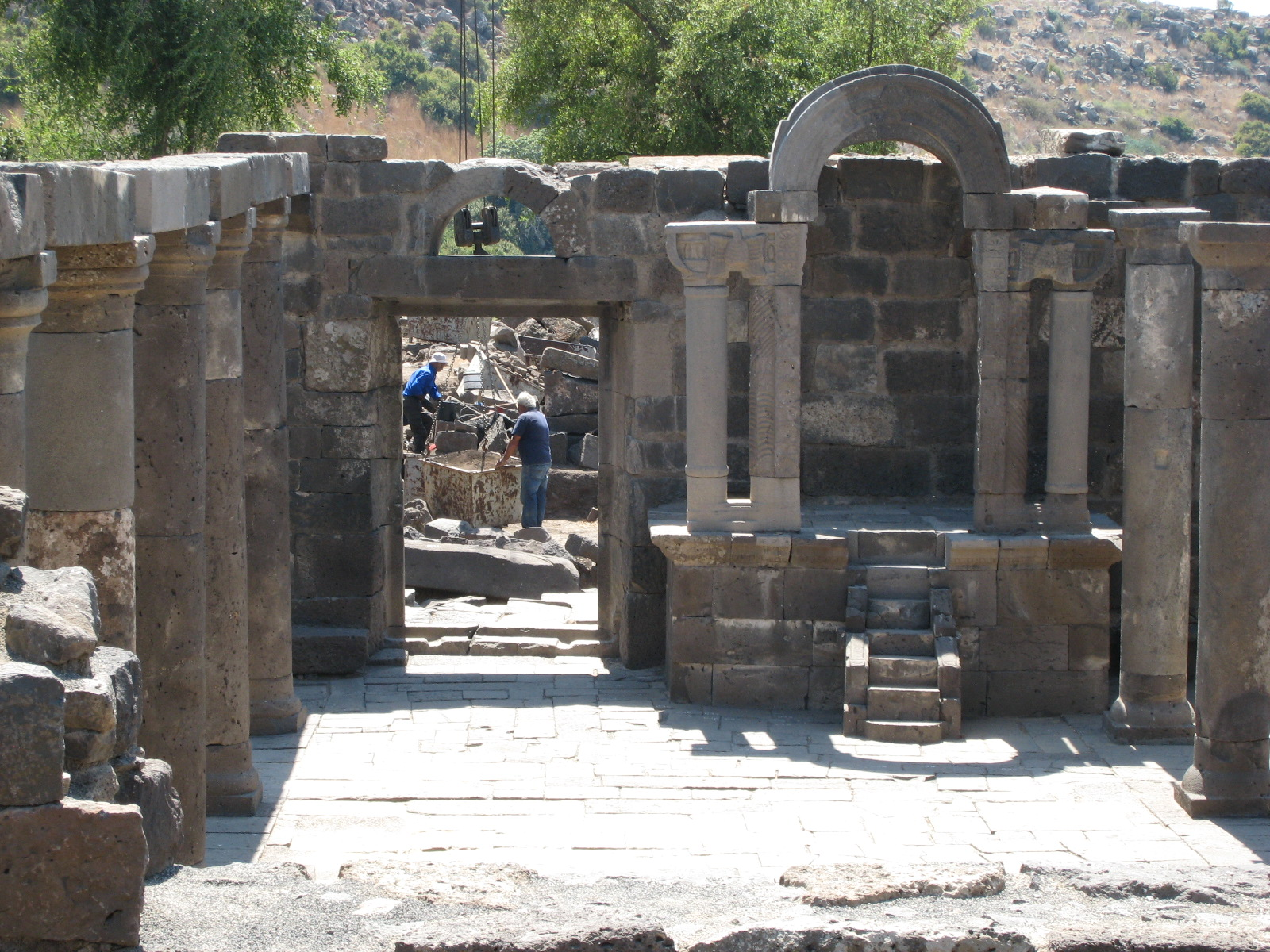
Synagogue ancienne d'Umm el-Qanatir (en).

### Empire romain et byzantin
Au Ve siècle, l'Empire byzantin confia aux Ghassanides, une tribu arabe chrétienne installée en Syrie , la tâche de protéger ses frontières orientales contre les Lakhmides, tribu arabe alliée des Sassanides. Les Ghassanides avaient émigré du Yémen au IIIe siècle et avaient activement soutenu Byzance contre la Perse. Ils étaient initialement nomades mais devinrent progressivement semi-sédentaires, et adoptèrent le christianisme avec un certain nombre de tribus arabes situées aux frontières de l'Empire byzantin aux IIIe et IVe siècles. Les Ghassanides avaient adopté le monophysisme au Ve siècle. À la fin du Ve siècle, les principaux campements ghassanides dans le Golan étaient Jabiyah et Jawla, situés dans le Golan oriental au-delà du fleuve Ruqqad,. Les Ghassanides s'installèrent profondément à l'intérieur du limes byzantin ; dans une source syriaque de juillet 519, ils sont attestés comme ayant leur quartier général « opulent » dans la Gaulanitide orientale. Comme la dynastie hérodienne avant eux, les Ghassanides gouvernèrent en tant qu'État client de Rome – cette fois, l'Empire romain d'Orient christianisé, ou Byzance. En 529, l'empereur Justinien nomma al-Harith ibn Jabalah phylarque, faisant de lui le chef de toutes les tribus arabes et lui conférant le titre de Patricius, d'un rang juste inférieur à celui de l'empereur.
Les Arabes chrétiens sont devenus majoritaires dans le Golan avec l'arrivée des Ghassanides dans la région. En 377 de notre ère, un sanctuaire pour Jean-Baptiste a été établi dans le village d' Er-Ramthaniyye sur le Golan. Le sanctuaire était souvent visité par les Ghassanides.

### Période ottomane
Durant la domination ottomane (1517 à 1918), la région est peu peuplée[réf. nécessaire], mis à part par des Bédouins. Les Druzes s'y installent, suivis par les Circassiens à la fin du XIXe siècle.

#### Pionniers sionistes
À partir de la fin du XIXe siècle et le début du XXe siècle, des associations sionistes achètent des terres dans le plateau du Golan et du Hauran, qui est alors ottoman. En 1885, des membres du vieux Yishouv achètent 15 000 dounams (environ 15 km2) dans le centre du Golan, au village de Ramthaniye puis 2 000 dounams au village de Bir e-Shagum. De 1891 à 1894, le baron Edmond de Rothschild achète 150 000 dounams dans le plateau du Golan et jusque dans les années 1930, elles sont gérées par les organisations sionistes,. 100 000 dounams sont acquis par la suite par une association sioniste Agudat Ahim society et divers projets sont tentés comme la construction du village de Tiferet Binyamin par le groupe sioniste Shavei Zion Association.

### Gestion sous mandat français à titre temporaire

Accord franco-britannique de 1920, frontière du mandat britannique sur la Palestine de 1923, ligne d'armistice et zone démilitarisés en 1949, ligne de cessez-le-feu de 1967, ligne de retrait de 1974.

À l'issue de la Première Guerre mondiale, le Levant est conquis sur l'Empire ottoman par les forces britanniques, françaises et arabes. Lors de la conférence de San Remo, il est décidé de placer cette région sous mandats britannique et français. Entre 1920 et 1923, ces derniers négocient le tracé des frontières entre leurs mandats respectifs. À l'issue des négociations de la commission mixte franco-britannique relative aux frontières, en septembre 1923, le Golan est entièrement rattaché au mandat français en Syrie et le lac de Tibériade est géré par les autorités britanniques de Palestine.
En 1920, le village créé par des sionistes, Bnei Yehuda, est déserté à la suite des attaques bédouines incessantes. Les derniers agriculteurs juifs sont contraints de quitter la région en 1947.

### République syrienne (1946-1967)
À la fin du mandat français, le plateau du Golan, qui faisait partie intégrante de la Syrie sous mandat, est incorporé à la République arabe syrienne qui déclare son indépendance en avril 1946.

#### Incidents de frontières à partir de la création d'Israël en mai 1948
Après avoir été repoussées par la toute nouvelle armée israélienne pendant la Guerre israélo-arabe de 1948-1949, les troupes syriennes s'établissent sur le Golan. De 1948 à 1967, la Syrie, profitant de la position dominante du Golan, pratique une politique de harcèlement des Israéliens situés dans la vallée du Jourdain à laquelle Israël ne peut répondre efficacement. Dans les années 1960, la Syrie lance un programme de détournement des eaux, privant Israël d'une importante part des eaux qui lui était allouée par le plan voulu par le gouvernement des États-Unis et qui avait soutenu les projets de développement de la vallée du Jourdain (plan Johnston (en)). Cela déclenche une confrontation entre Israël, la Syrie et la Jordanie entre novembre 1964 et mai 1967. Depuis 1965, le Fatah - organisation de combattants « fedayins » palestiniens fondée par Yasser Arafat au Caire, en 1964 - mène des raids en Israël de plus en plus souvent depuis le plateau du Golan. En avril 1967, l'armée syrienne bombarde les villages israéliens depuis les hauteurs du Golan.

### Conquête pendant la guerre des Six Jours puis occupation par Israël

Conquête du plateau par l'armée israélienne.

Les 5 et 6 juin 1967, lors de la guerre des Six Jours, Israël conquiert une partie importante du plateau du Golan et la totalité de la zone est conquise le 9 juin au soir. Ce dernier devient un territoire occupé. La conquête du plateau par les forces armées israéliennes constitue pour l'État juif un avantage stratégique sur les positions occupées auparavant par l'armée syrienne, le bastion du Golan surplombant de manière décisive la route de Damas.

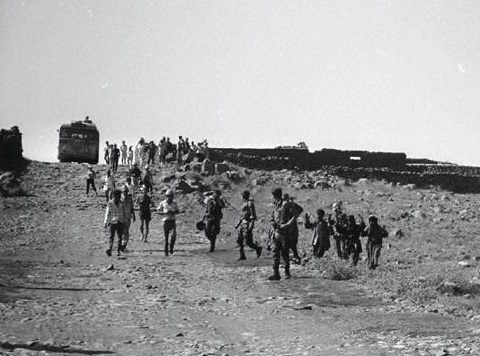
Expulsion de civils syriens par les soldats israéliens, 1967.

En 1967, le Golan comptait une population d'environ 130 000 personnes (dont des Turkmènes, des Circassiens et 10 000 Palestiniens) et 30 000 soldats. La population civile du Golan qui avait fui les combats fut empêchée par les forces armées israéliennes de revenir dans leurs maisons. Des dizaines de milliers d'habitants qui étaient restées en dépit de l'offensive israélienne ont été expulsés vers la partie non occupée de la Syrie. Seuls 6 000 à 7 000 Druzes restent sous contrôle israélien,. Pendant plusieurs années, ils ont vécu sous un régime militaire, et toute activité nationaliste de leur part était considérée comme une trahison par Israël. Nombre d'entre eux ont été accusés d'espionnage, condamnés et emprisonnés pendant de longues périodes.

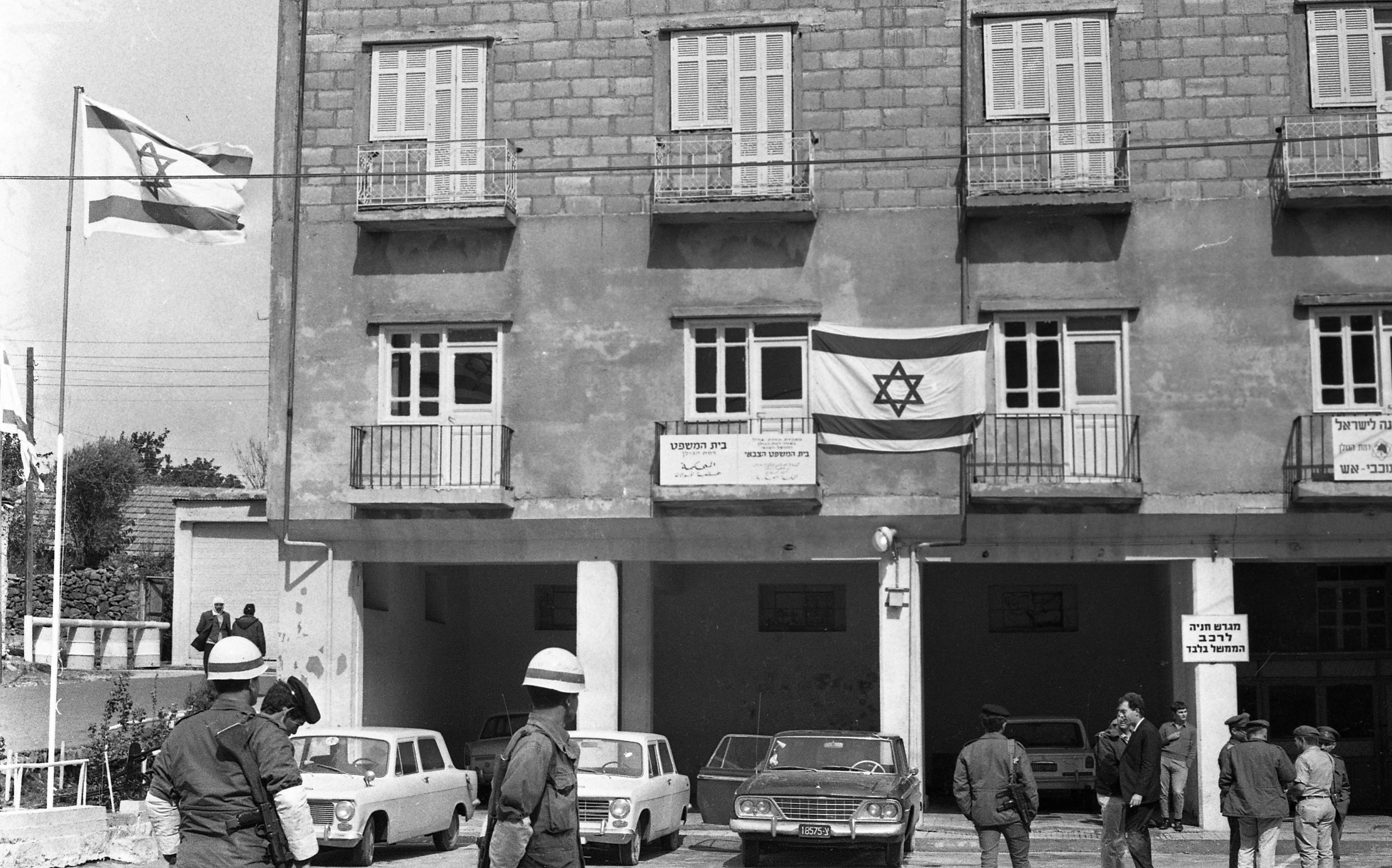
Quartier général de la police militaire à Qouneitra sous occupation israélienne, 1969.

Selon la version officielle israélienne, les autorités syriennes avaient appelé la population syrienne à « abandonner leurs habitations et leurs propriétés » et dès le mois de juin, l'armée israélienne détruisit les maisons et dépendances abandonnées. La journaliste israélienne Irit Gal indique que pendant des décennies « le sort des Syriens expulsés du plateau du Golan par Israël en 1967 a été dissimulé et passé sous silence. Aujourd'hui encore, la plupart des Israéliens pensent que la région était quasiment désertée par les Syriens, et que ceux qui auraient pu s'y trouver ont fui volontairement. »

Du fait de la guerre, la démographie du Golan est bouleversée : 30 000 Syriens fuient lors des combats et à la fin de l'année, de 90 000, à 115 000 civils (Syriens et réfugiés palestiniens) ont quitté le plateau du Golan, se réfugiant sur le territoire syrien,. Plus de 25 villages syriens ont été détruits par l'armée israélienne, à compter de la possession du territoire, entre juin et décembre 1967.

Population du Golan
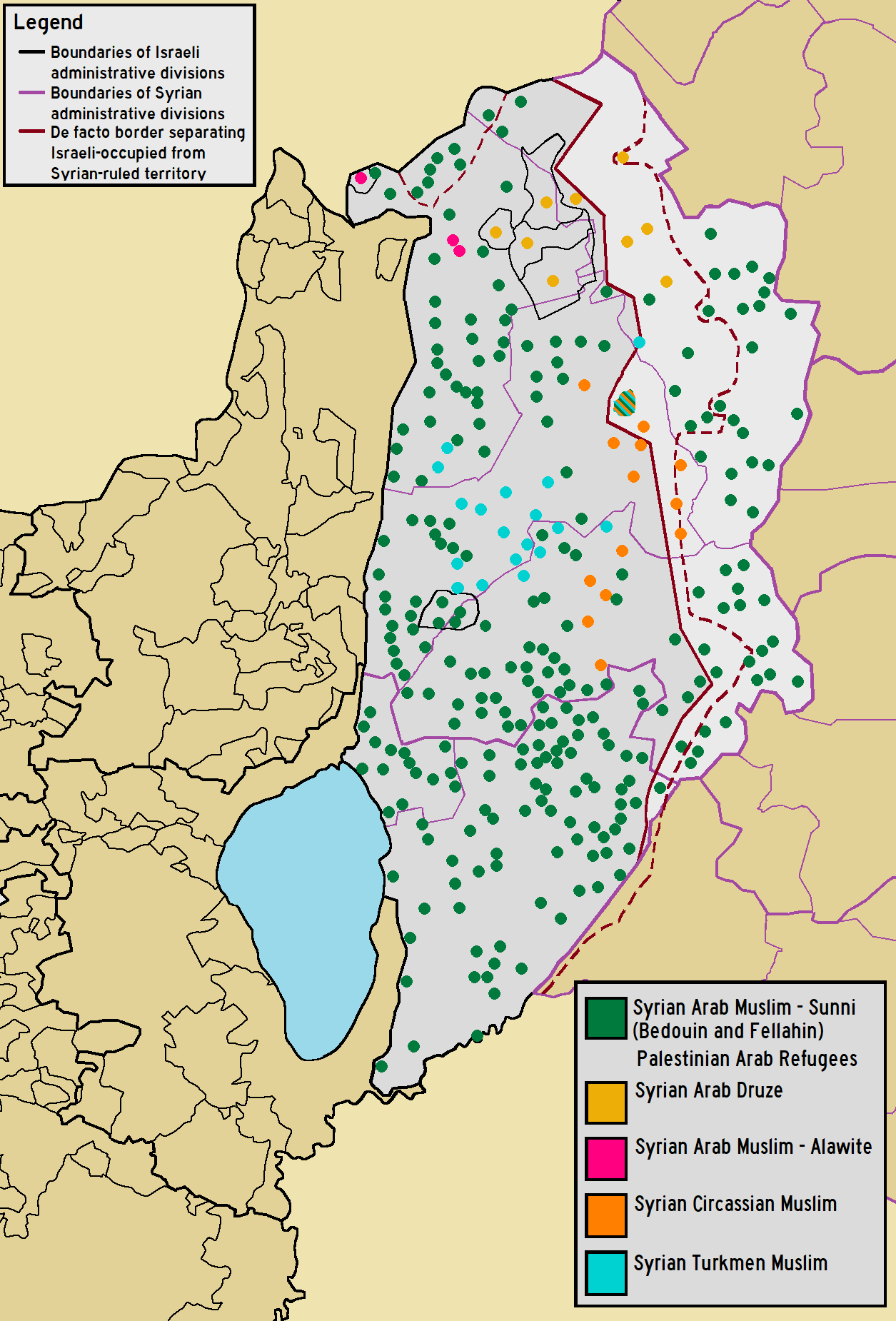
Avant 1967.
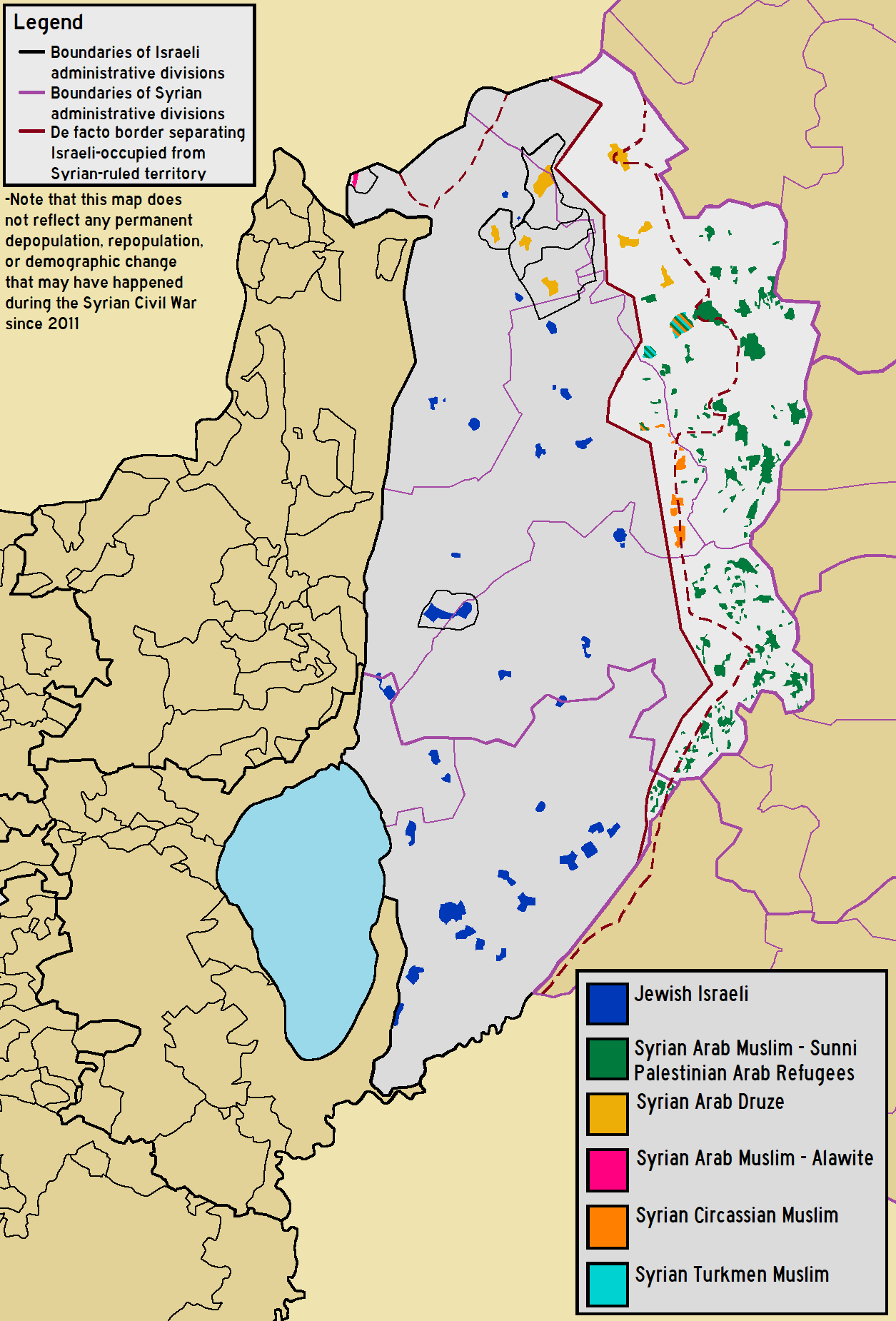
Après la guerre des Six jours.

Moins de trois mois après la guerre des Six Jours, la résolution de Khartoum adoptée le 1er septembre 1967 par huit pays arabes rejette toute négociation avec Israël dont celle sur le sort du plateau du Golan.

### Colonisation israélienne

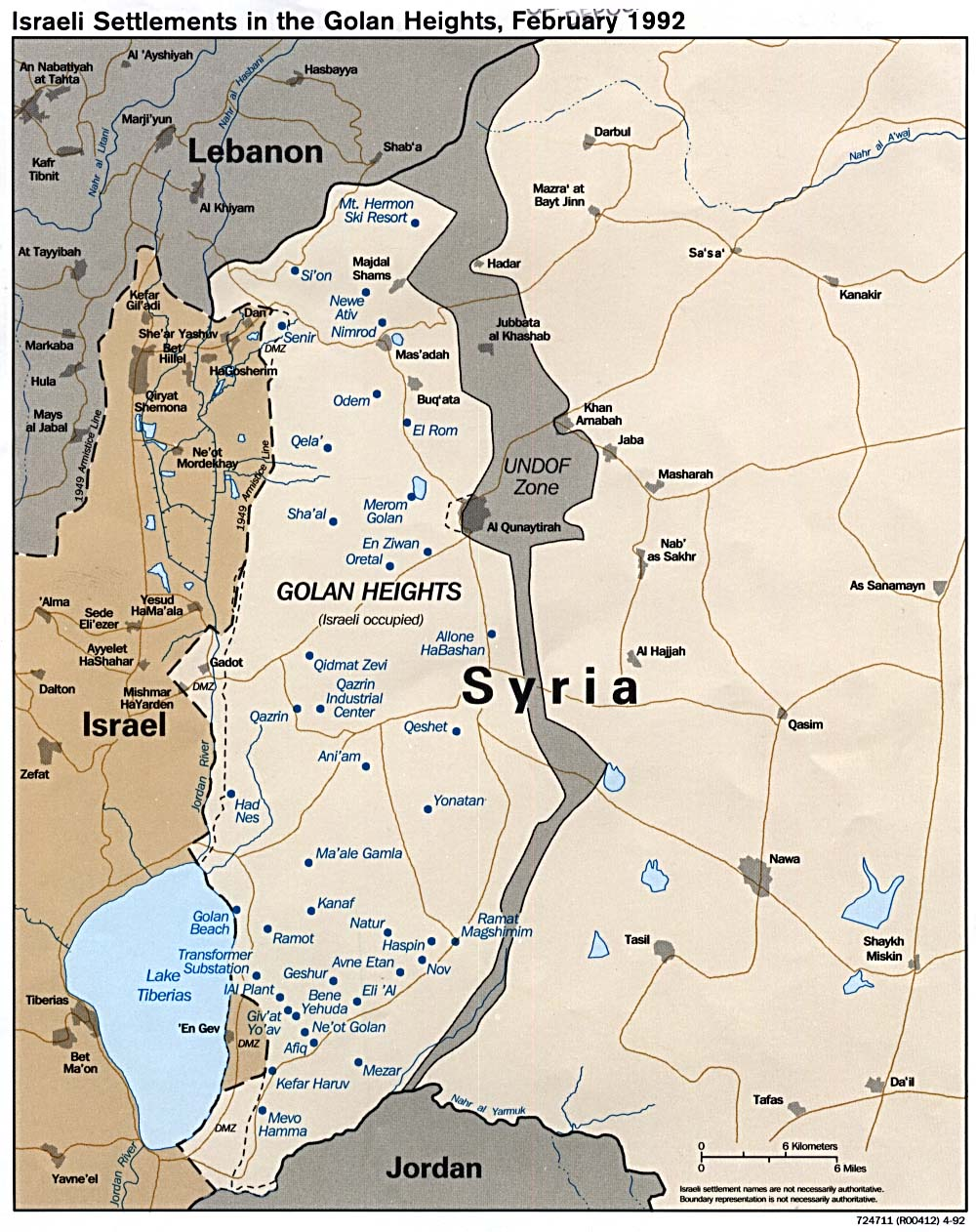
Carte des colonies israéliennes dans le Golan occupé, 1992.

En août 1967, le gouvernement israélien donne son feu vert à l'implantation de 35 avant-postes assurés par des unités militaires du Nahal (Jeunesse pionnière combattante) et à l'installation de civils israéliens devant cultiver les terres locales, au sein de kibboutz et de moshav. Un an après la guerre, le Golan comptait également six colonies israéliennes. En 2023, 32 colonies israéliennes (villes, villages, moshav et kibboutz) sont présentes sur le plateau du Golan, occupé depuis juin 1967.

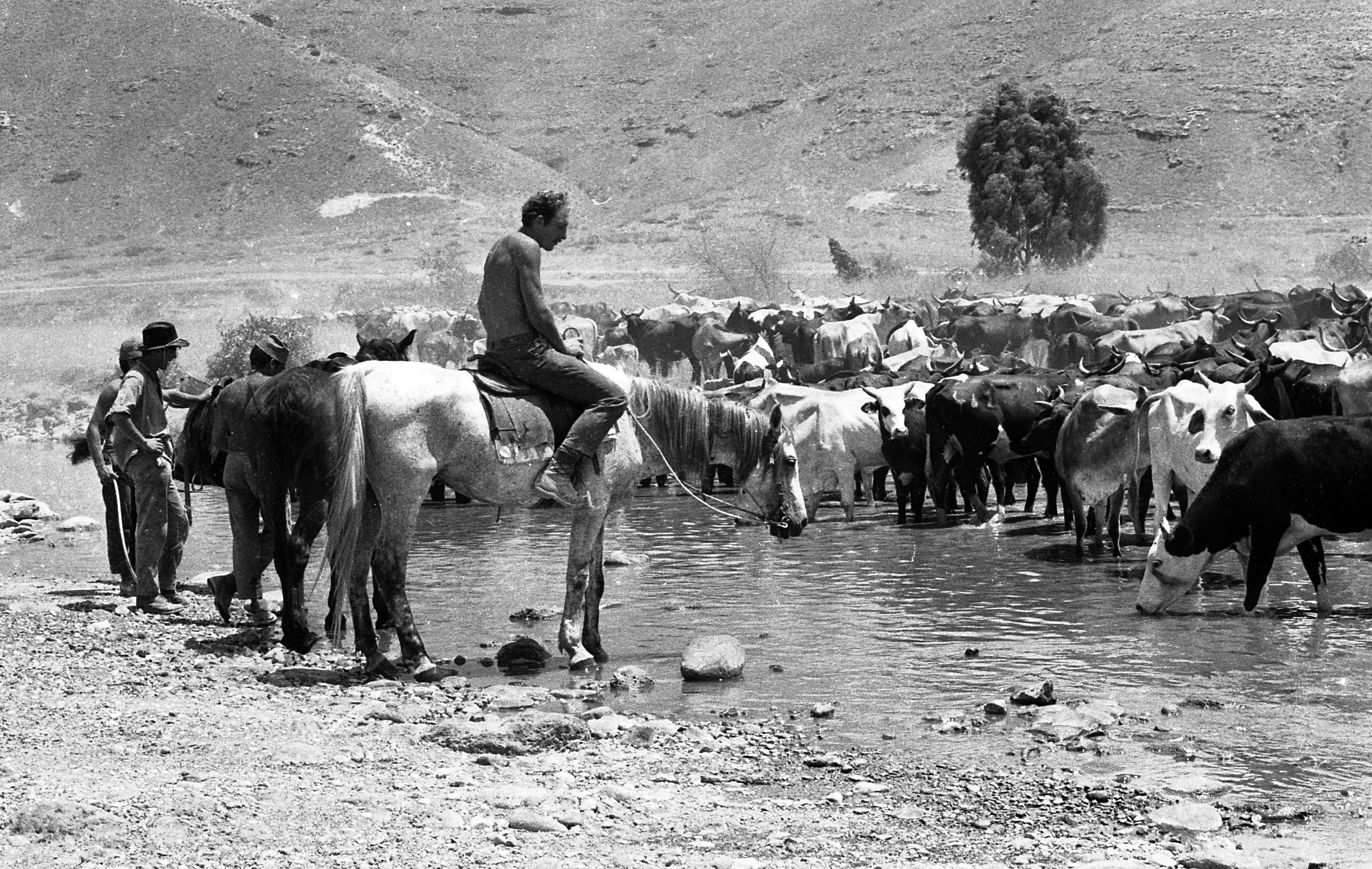
Colon et éleveur israélien avec son troupeau en 1969.
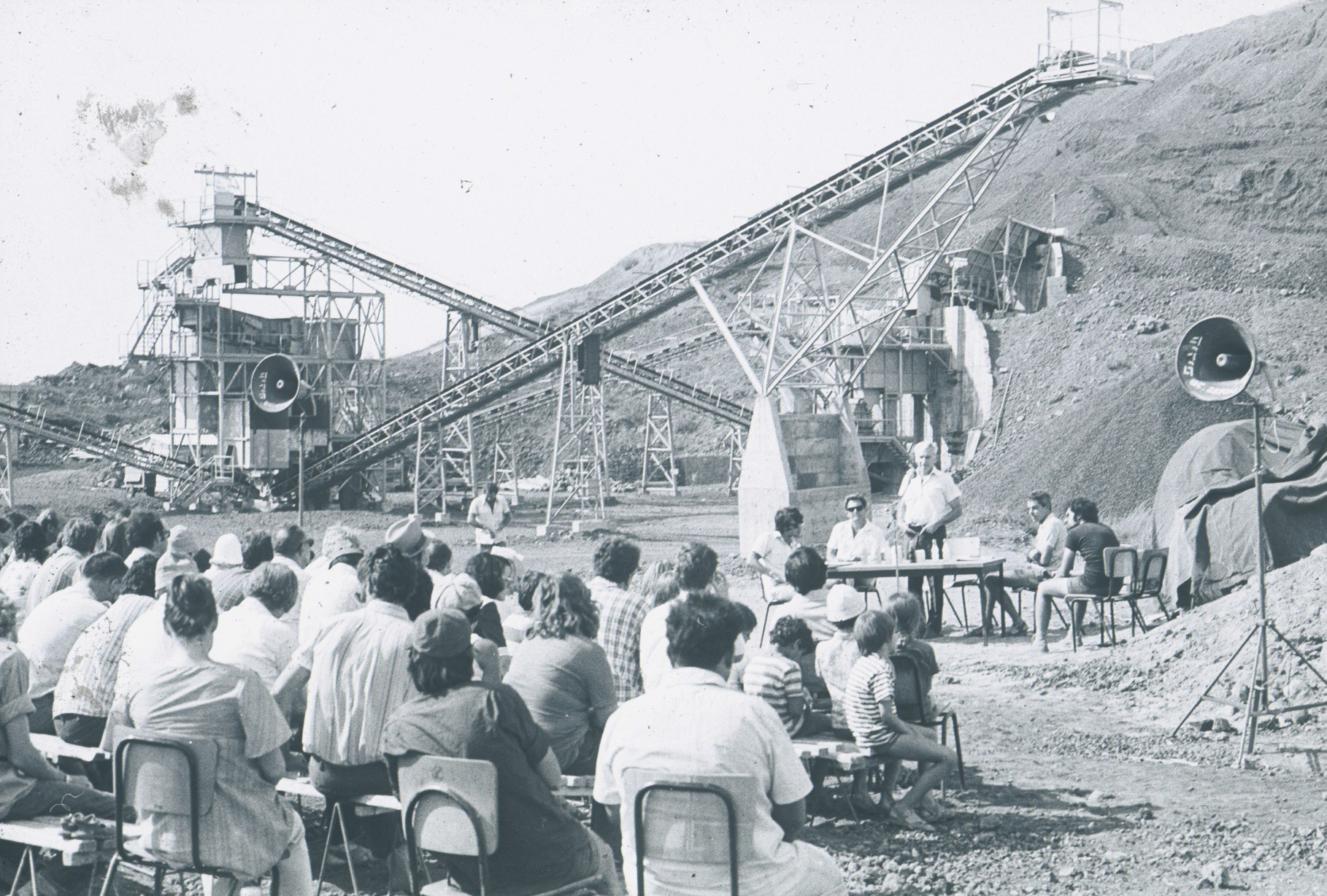
Carrière de tuf exploitée par les colons israéliens, vers 1971.
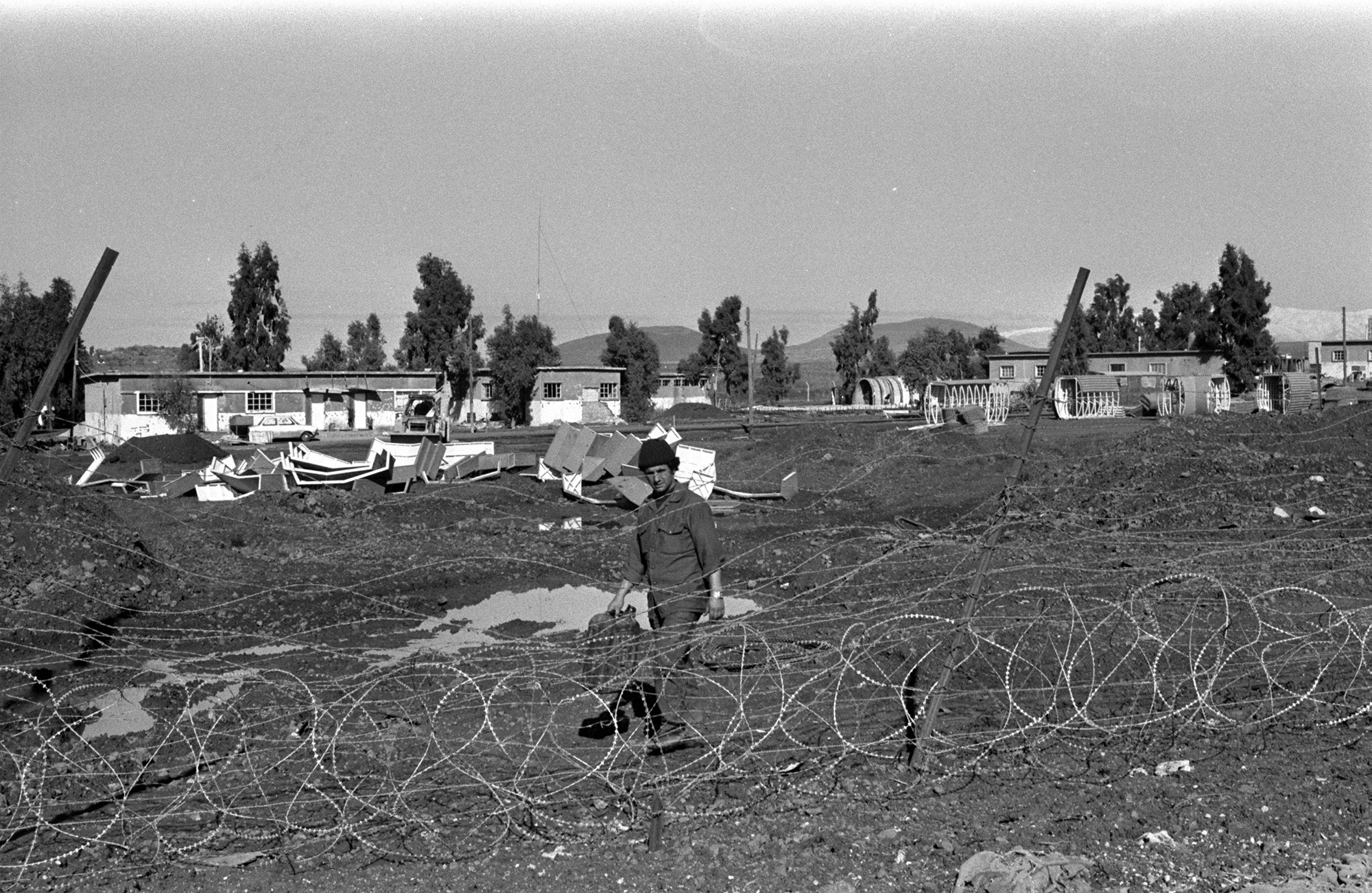
Construction de la colonie israélienne de Keshet (en), en 1975.
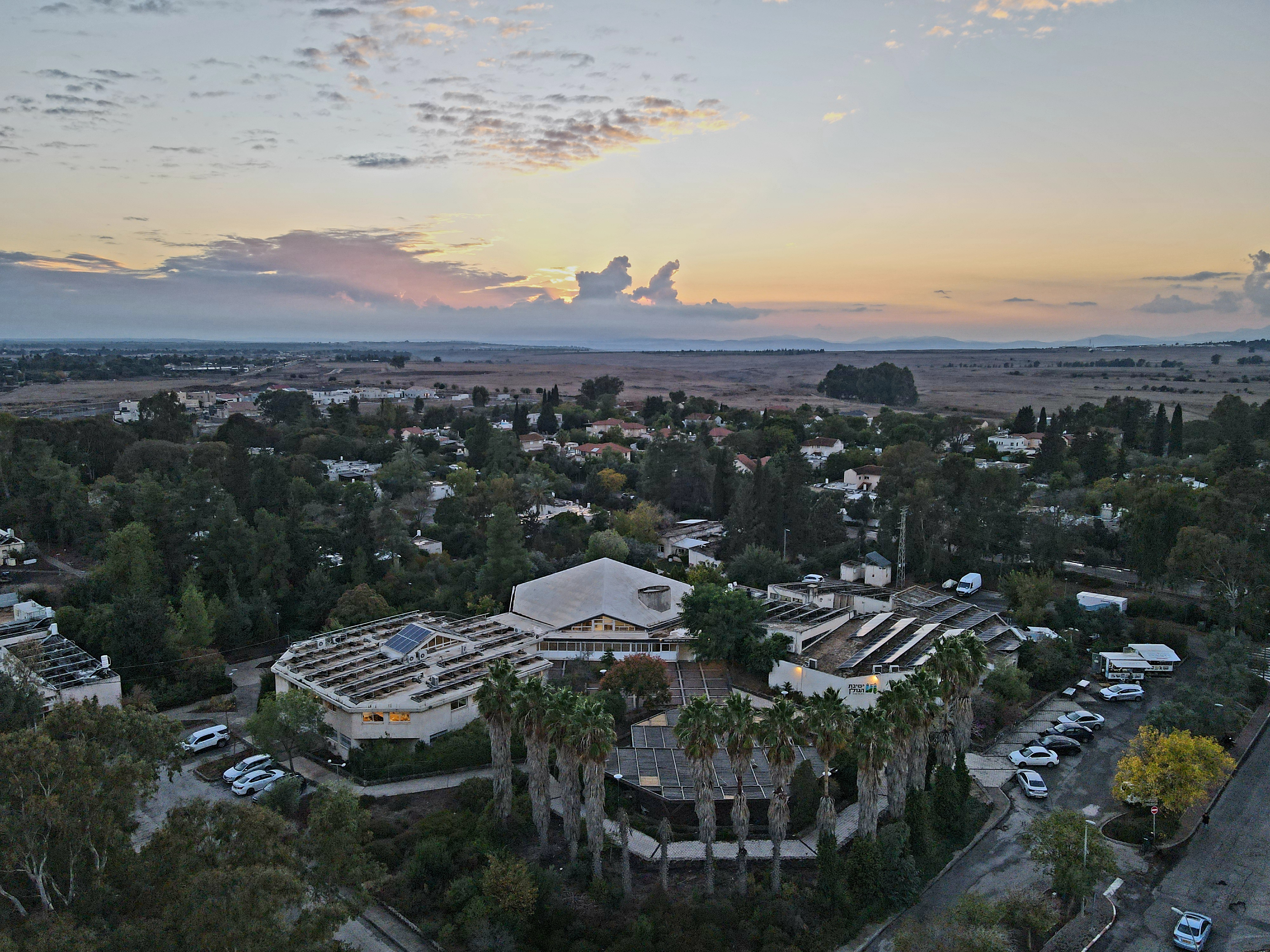
La yeshiva de la colonie israélienne de Haspin, le 9 novembre 2022.

### Guerre du Kippour

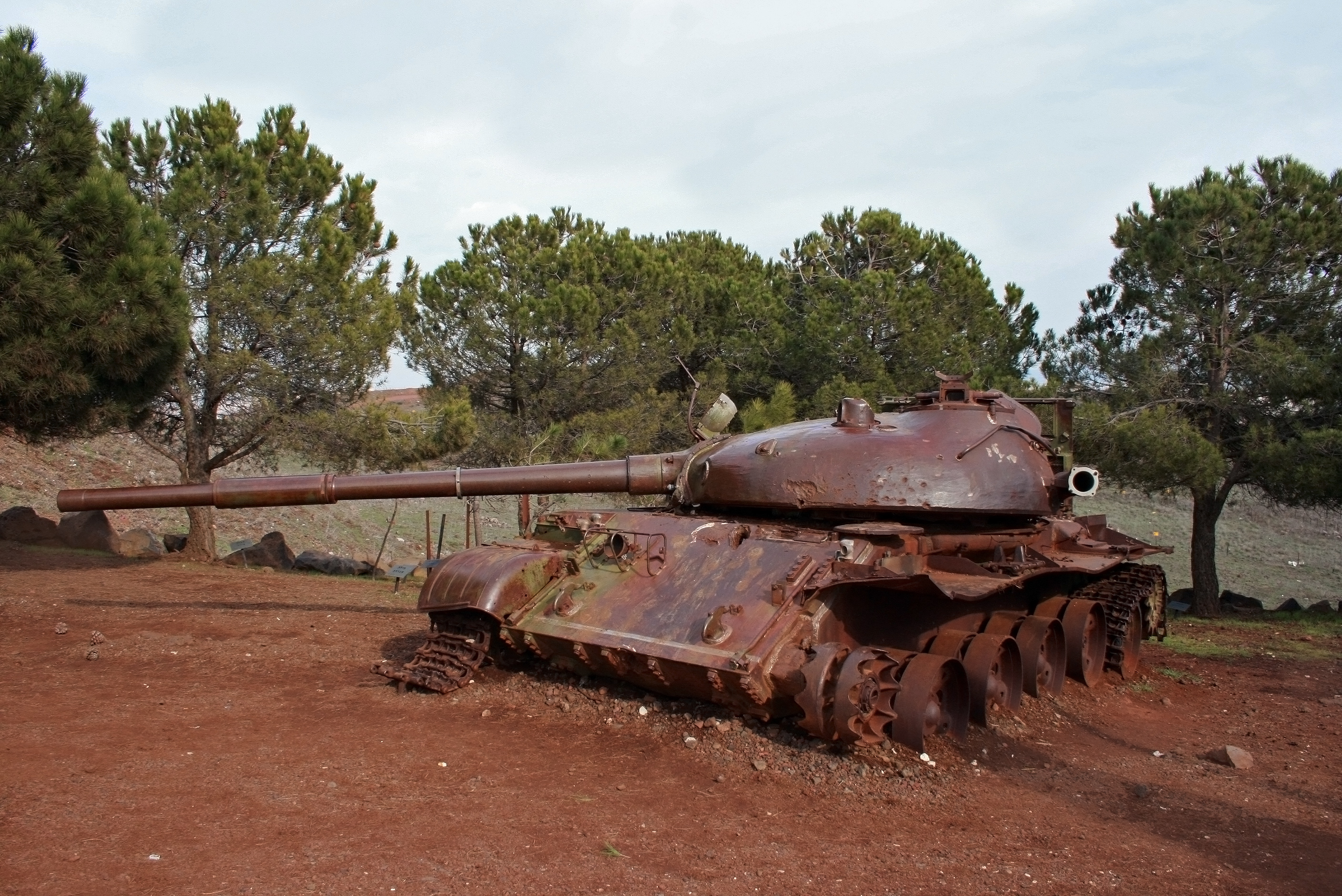
Char d'assaut syrien T-62, détruit lors de la bataille de la « vallée des larmes ».

Entre le 6 et le 16 octobre 1973, se déroule la guerre du Kippour. Après une percée initiale, l'armée syrienne, au cours des deux premiers jours de l'offensive, réoccupe environ 60 % du Golan. Mais l'armée israélienne, à compter du troisième jour de guerre et de la mobilisation générale de ses réservistes aguerris, qui permet à de nombreuses unités de blindés d'être bien renforcées, repousse les Syriens jusqu'à environ 40 km de Damas, mettant ainsi la capitale de la Syrie ville à portée de canon à longue portée.
Cependant, un cessez-le-feu est signé et Israël accepte de revenir sur ses positions de 1967 (reculant ainsi de la ligne Bravo à la ligne Alpha), tandis que la zone évacuée par les Israéliens devient une zone tampon placée sous le contrôle de la Force des Nations unies chargée d'observer le désengagement (FNUOD) dès 1974.

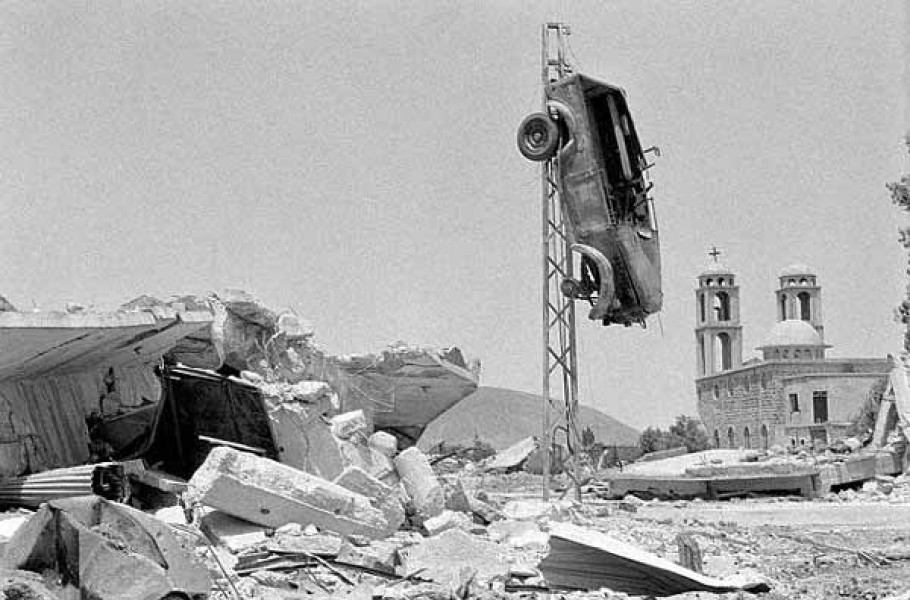
Bâtiments détruits à Qouneitra, 1974.

Entre les deux lignes de séparation, l'écart minimal est d’à peine 3,5 km, mais il détermine l'accès au lac de Tibériade et à la haute vallée du Jourdain. La ville de Qouneitra, qui était la ville la plus importante du plateau, se trouve être dans la zone sous contrôle syrien, après avoir été abandonnée par l'armée israélienne en juin 1974 qui, avant son retrait définitif, a procédé à de nombreuses destructions de bâtiments civils tels que l'hôpital, l'église grecque orthodoxe et des bâtiments privés de toutes sortes.

### Négociations

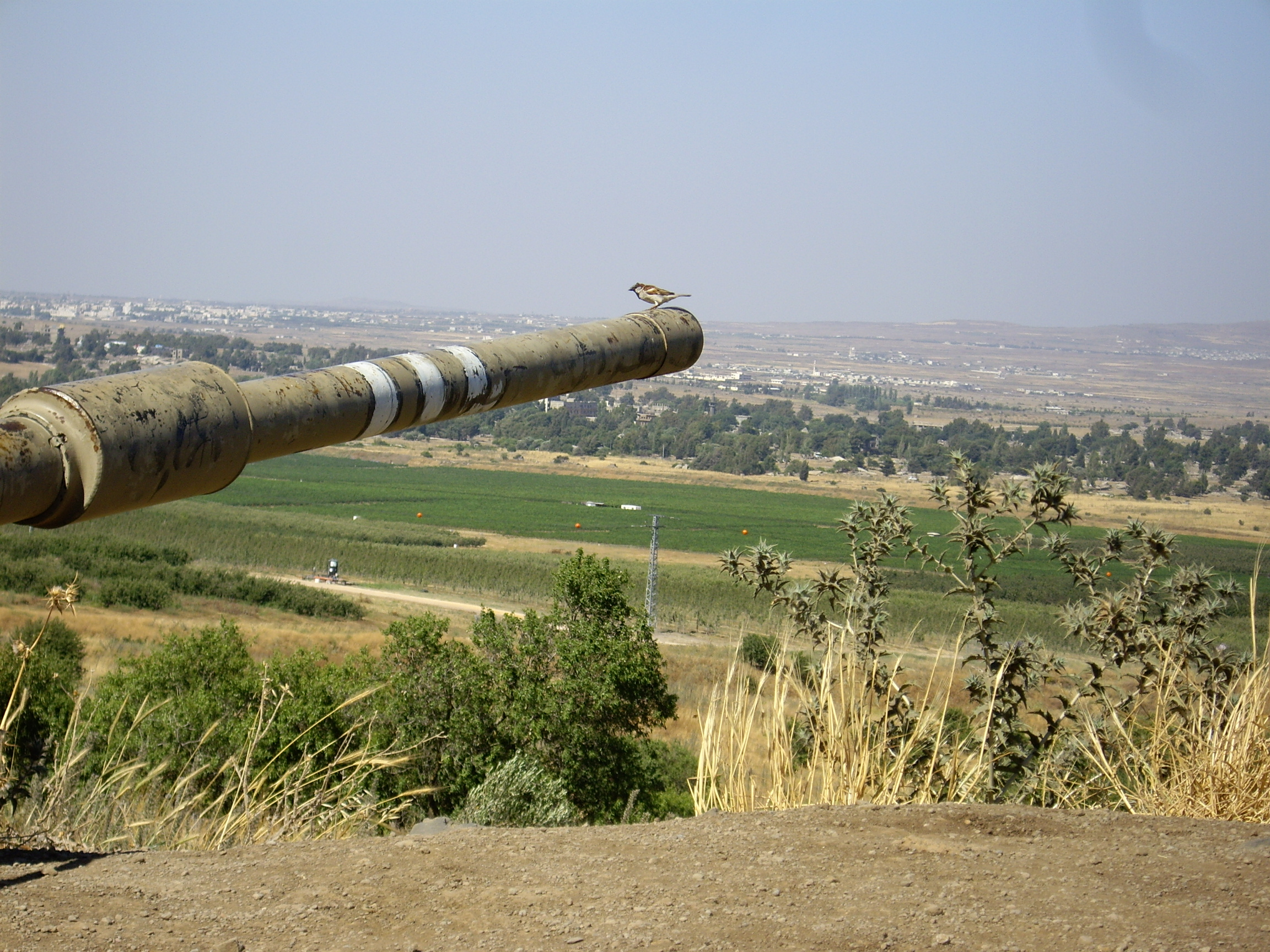
Le reste de la Syrie depuis une position israélienne.

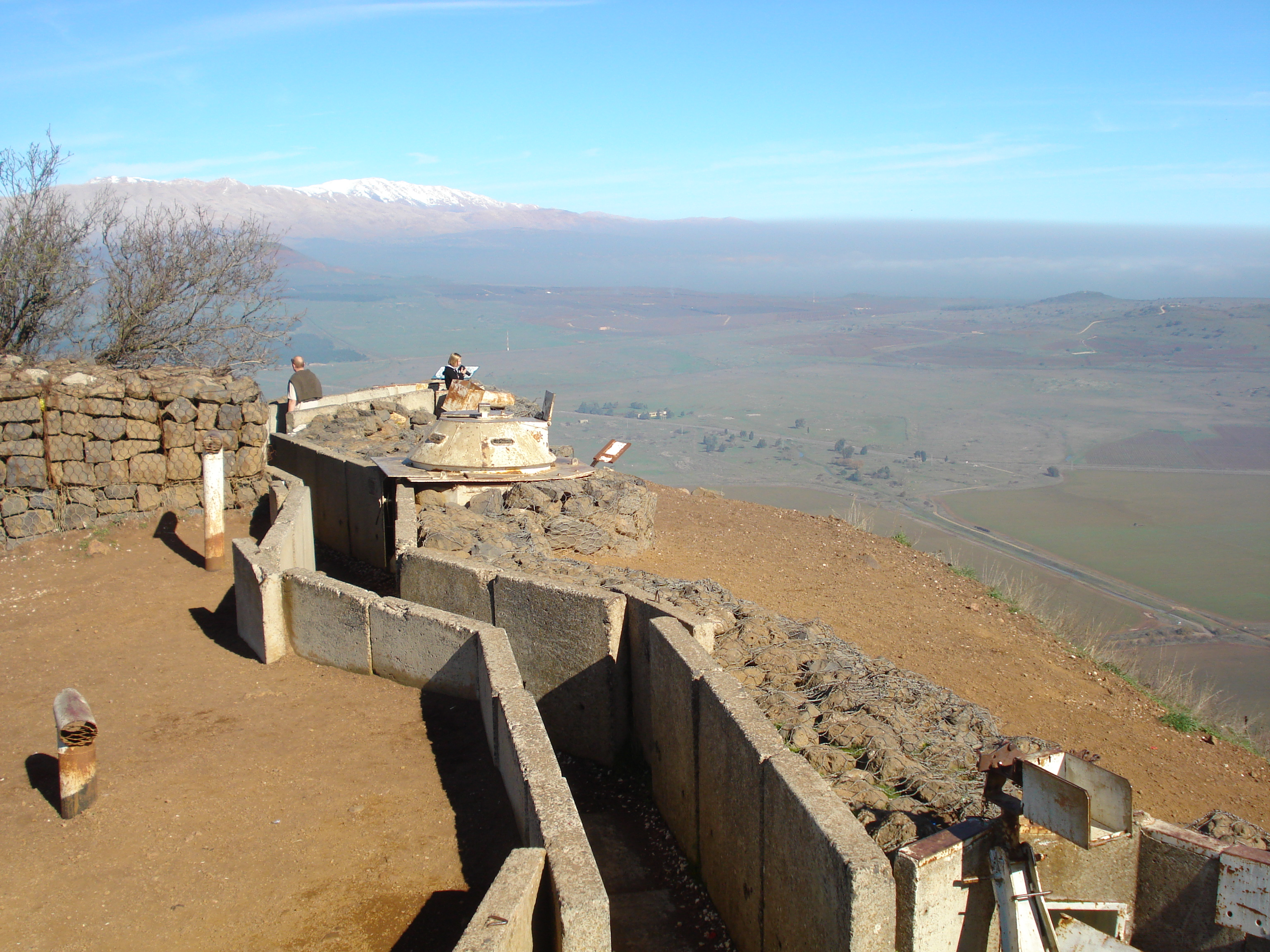
Ancienne position militaire syrienne.

Tandis que les négociations de Camp David mènent à un accord de paix entre l'Égypte et Israël avec une reconnaissance mutuelle et la restitution du Sinaï à l'Égypte.
Le 14 décembre 1981, Israël annexe unilatéralement le plateau du Golan par une loi votée par 63 députés sur 120 composant la Knesset. Le Golan devient alors un sous-district, rattaché au District nord, ce qui lui vaut la condamnation du Conseil de sécurité des Nations unies au travers de la résolution 497 votée 3 jours plus tard. Depuis la conférence de Madrid de 1991, la question de la souveraineté sur le Golan est toujours posée par Damas, comme une condition « sine qua non » majeure pour entamer un éventuel processus de paix avec l'État d'Israël.
Après son élection en 1999, le premier ministre Ehud Barak impose un moratoire sur le développement des colonies sur le plateau du Golan afin de faciliter les négociations de paix avec la Syrie, sous les auspices du président américain Bill Clinton. Mais à la suite de l'échec des pourparlers, cette décision est levée le 13 avril 2000 et, en février 2001, le gouvernement d'Ariel Sharon annonce la reprise du développement des colonies israéliennes au Golan.

### Guerre civile syrienne
La guerre civile syrienne éclate en 2011 et les combats ne tardent pas, au bout d'un an de conflit, à provoquer des incidents de frontière.
Officiellement, Israël est neutre dans la guerre civile, mais son opposition au gouvernement syrien demeure. Les Israéliens ont accueilli et soigné des Syriens qui se sont présentés avec des blessures dues à cette guerre, en si grand nombre que l'armée israélienne a fini par établir un hôpital de campagne à leur intention. Cependant, les observateurs notent que les Israéliens ne soignent pas forcément que des civils, mais aussi des combattants rebelles. Quelques Syriennes enceintes ont pour leur part été transférées dans des hôpitaux en Israël pour y accoucher. De même, Israël envoie en Syrie de l'aide humanitaire ainsi que de l'eau et de la nourriture pour les victimes civiles présentes à proximité du plateau du Golan. L'ONG Physicians for Human Rights a pour sa part critiqué le refus d'Israël d'accueillir une Syrienne de 17 ans alors qu'elle avait fait une demande d'asile.
En 2014, la guerre civile syrienne force l'ONU à évacuer la zone tampon que se disputent le gouvernement et les rebelles syriens.

### Après le 7 octobre 2023

#### Conflit entre Israël et le Hezbollah libanais
À la suite du 7 octobre 2023, les incidents entre Israël et le Hezbollah montent en intensité avec de nombreux tirs de part et d'autre de la frontière israélo-libanaise. Le 27 juillet 2024, douze enfants druzes âgés de dix à seize ans sont tués, alors qu'ils jouaient au football à Majdal Shams par un tir de roquette effectué selon l'armée israélienne depuis le Liban par le Hezbollah, qui pour sa part dément toute responsabilité. Certaines sources affirment que la frappe serait due à un tir raté du Hezbollah ou à une erreur du dispositif d'interposition israélien.

#### Chute du régime syrien et extension de l'occupation israélienne

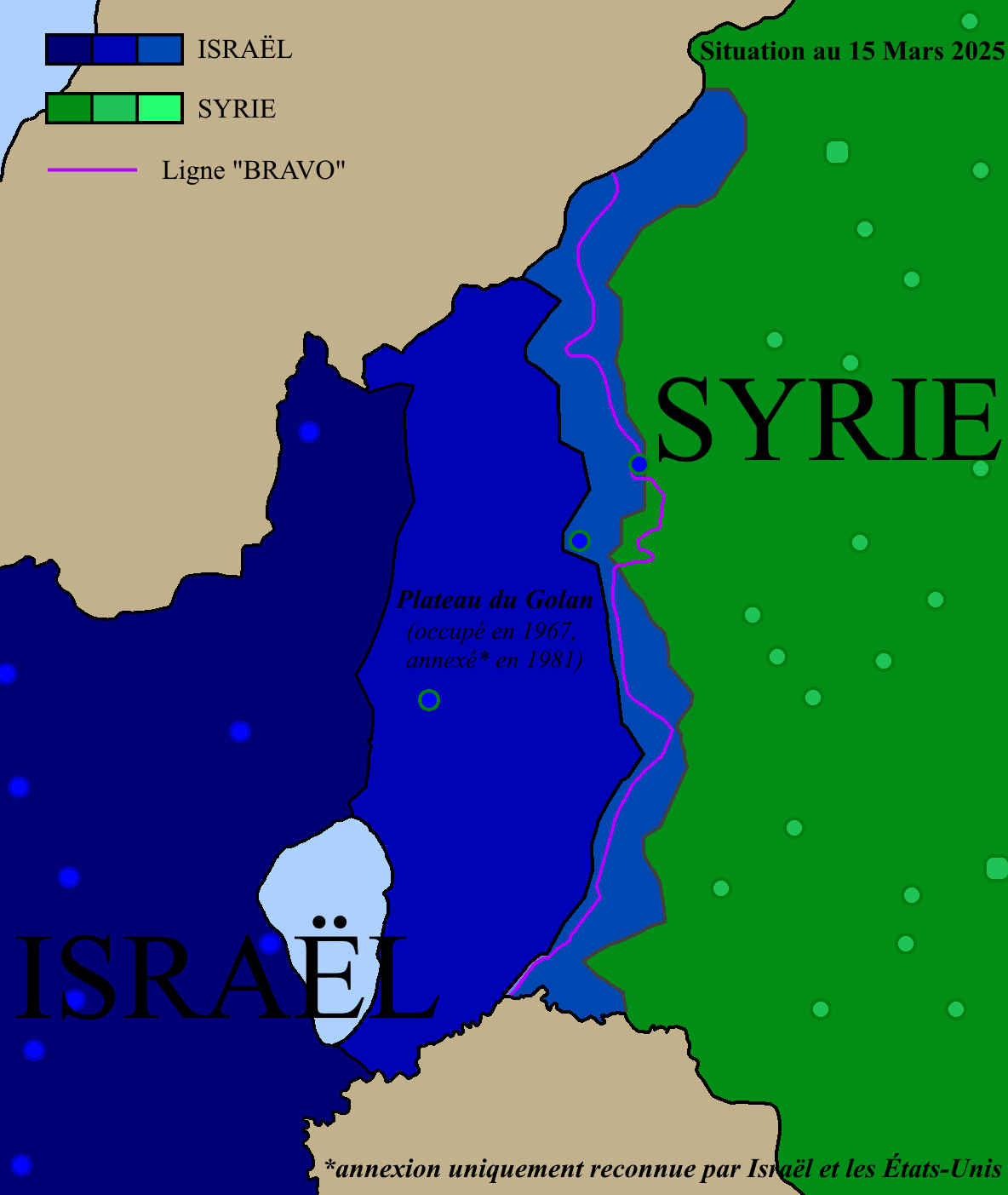
Extension de l'occupation israélienne en Syrie depuis 2024, couvrant la quasi-totalité de l'ancienne zone démilitarisée.

Le 8 décembre 2024, avant même la chute du régime de Bachar el-Assad, l'armée israélienne se déploie dans la zone tampon démilitarisée, située entre la partie occupée par l’État hébreu et le territoire syrien,. Selon l’ONU, la présence de l’armée israélienne dans la zone tampon du Golan est une « violation » de l’accord de 1974.
Le 9 décembre 2024, le premier ministre israélien Benyamin Netanyahou déclare que la partie du plateau du Golan syrien annexée appartient à Israël « pour l’éternité ». Puis, le 15 décembre 2024, son gouvernement approuve un projet visant à doubler la population des colons juifs dans la partie du Golan syrien annexée par Israël. Actuellement, environ 30 000 citoyens israéliens vivent dans 34 localités du Golan annexé, auxquels s'ajoutent 23 000 druzes se revendiquant pour la plupart syriens.  

## Statut

### Statut territorial

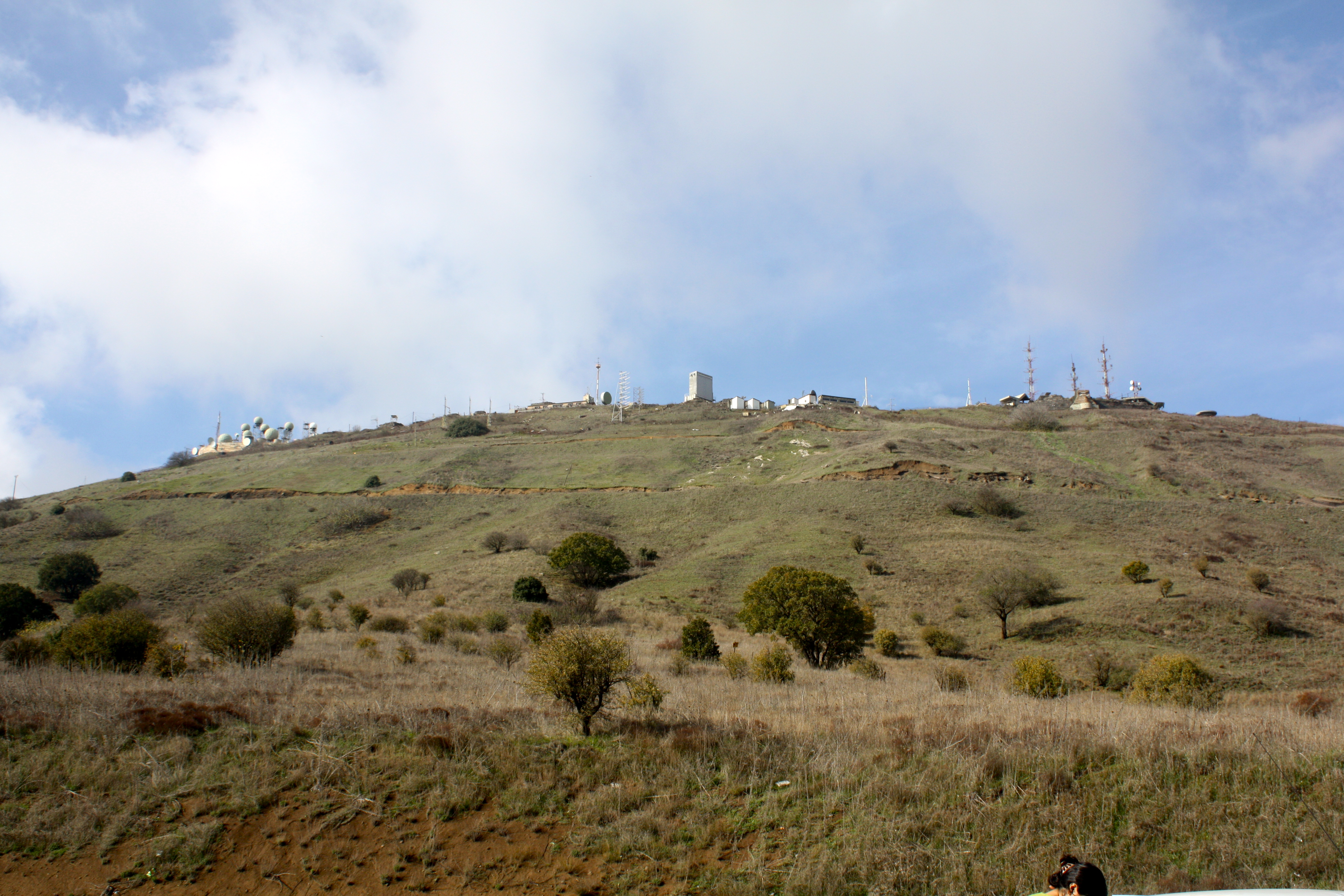
Poste d'observation militaire israélien avec une station radar.

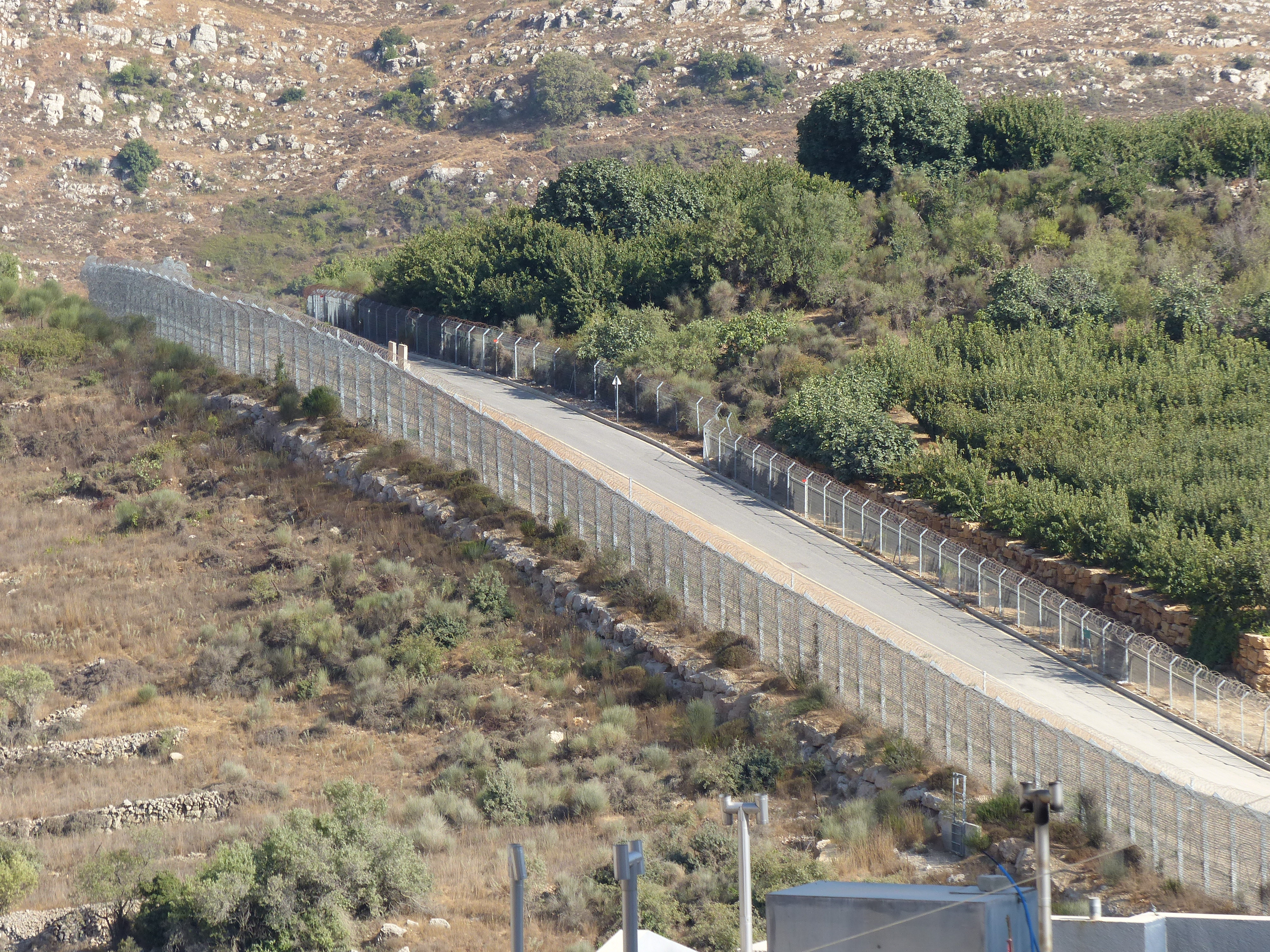
Frontière entre Israël et la Syrie (à droite) à Majdal Shams en 2017.

La partie occidentale du Golan a été conquise sur la Syrie par Israël au cours de la guerre des Six Jours et conservé après la guerre du Kippour. Il fait partie des Territoires occupés par Israël faisant l'objet de la résolution 242 du Conseil de sécurité des Nations unies du 22 novembre 1967. Cette résolution souligne « l'inadmissibilité de l'acquisition de territoires par la guerre et la nécessité d'œuvrer pour une paix juste et durable permettant à chaque État de la région de vivre en sécurité ». Selon l'historien israélien Yigal Kipnis (en), il fait partie des territoires occupés par Israël faisant l'objet de la résolution 242.
Israël a annexé le Golan à son territoire par la loi des hauteurs du Golan du 14 décembre 1981, loi qui fut adoptée par plus de la moitié des députés israéliens (63 pour sur un total de 120 députés élus à l'Assemblée nationale israélienne - Knesset). Cette loi n'est pas reconnue par la communauté internationale (sauf par les États-Unis, depuis le 25 mars 2019). Cette loi israélienne a été condamnée par la résolution 497 du 17 décembre 1981, votée à l'unanimité, par les pays membres du Conseil de Sécurité.
Selon la position de la communauté internationale, le plateau du Golan, de facto occupé et administré par Israël, est de jure un territoire syrien car la situation est régie par l'article 2.4 de la Charte des Nations unies,,,.
À la suite de son annexion, le plateau est considéré comme territoire israélien. Pour justifier son annexion, Israël avance que le plateau du Golan aurait fait initialement partie du mandat de Palestine prévoyant l'établissement d'un foyer national juif (déclaration de Lord Balfour, ministre britannique des affaires étrangères le 2 novembre 1917) sur ce territoire, qu'il fait partie de l'histoire et de la religion juives et que son contrôle est nécessaire à sa sécurité. Certains de ses dirigeants ont néanmoins déclaré être prêts à le restituer en échange de la signature d'un accord de paix.
En 2008, l'Assemblée générale des Nations unies a voté par 161 voix contre 1 (celle des États-Unis) en faveur d'une motion pour dénommer le territoire « Golan syrien occupé » tout en réaffirmant son soutien à la résolution 497 du Conseil de sécurité des Nations unies,.
Selon Yoram Dinstein (en), « même si l'interprétation annexionniste de la législation intérieure israélienne était correcte, cela n'aurait pas d'impact sur le statut du plateau du Golan conformément au droit international. Dans sa résolution 497 du 17 décembre 1981, le Conseil de sécurité a établi que la décision d'imposer sa loi, sa juridiction et son administration dans le plateau du Golan syrien occupé était nulle et non avenue et sans légalité internationale.
En sus, le Liban revendique une zone d'environ 22 km2, dénommée zone des fermes de Chebaa. La position syrienne sur cette revendication n'est pas claire.

#### Mission de l'ONU

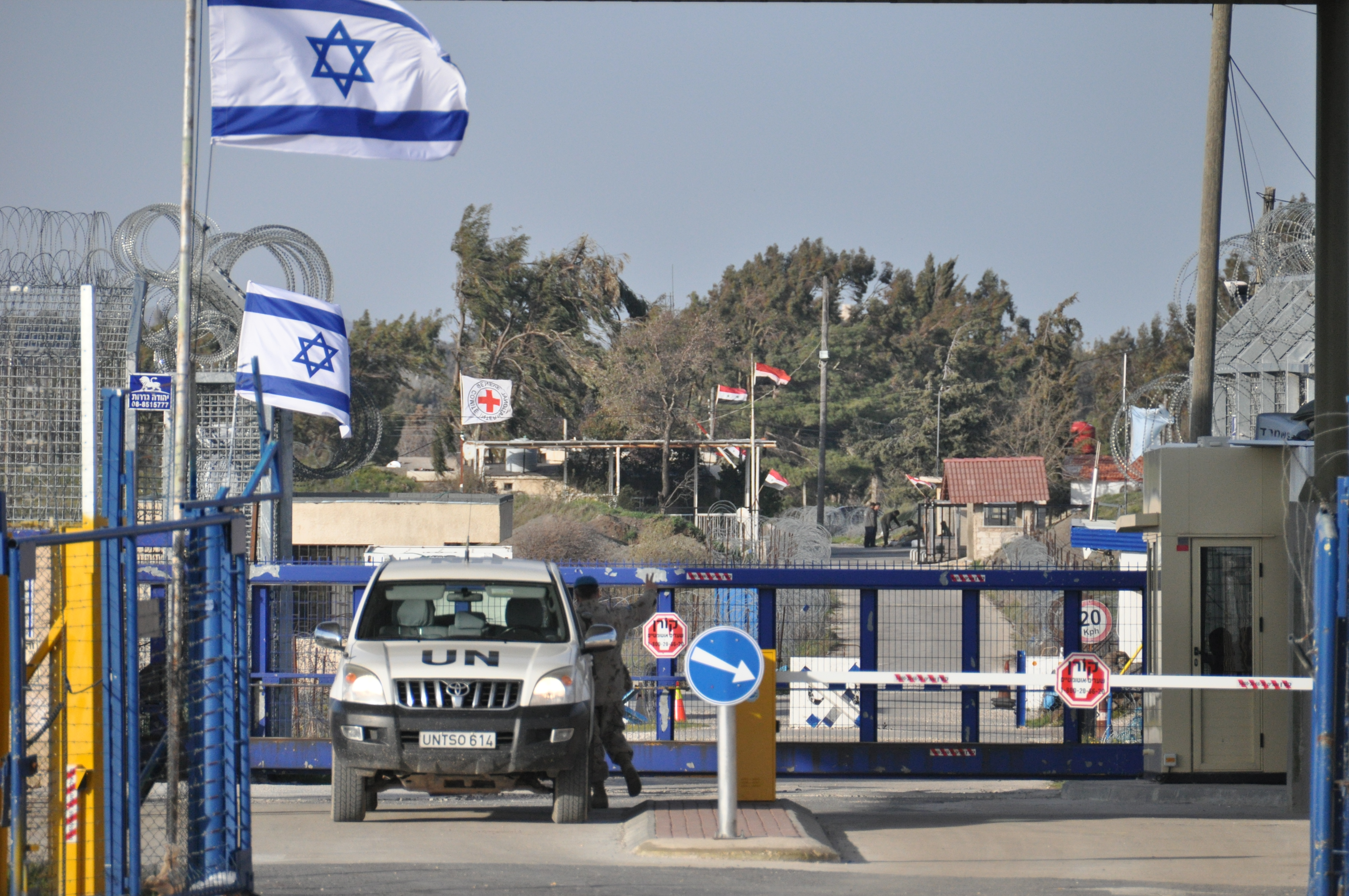
Véhicule des Nations unies à un poste-frontière en 2012.

La Force des Nations unies chargée d'observer le désengagement (FNUOD) a été établie par la résolution 350 du 31 mai 1974 pour mettre en œuvre la résolution 338 en date du 22 octobre 1973 du Conseil de sécurité de l'ONU, afin de contrôler l'application du cessez-le-feu entre les forces israéliennes et syriennes dans le no man's land du plateau du Golan né à la suite de la guerre du Kippour.
Le 15 septembre 2014, le personnel de l'ONU chargé de surveiller le cessez-le-feu et la zone de désengagement délimitée en 1974 entre Israël et la Syrie qui compte 1 223 hommes venus de six pays (Inde, Fidji, Philippines, Irlande, Pays-Bas et Népal) a quitté ses positions et s'est rendu en Israël alors que son mandat venait d'être renouvelé pour six mois jusqu'au 31 décembre 2014, afin de s'éloigner de la zone des combats qui opposent les soldats de l'armée régulière syrienne et les rebelles islamistes, dont ceux du Front al-Nosra, la branche syrienne d'Al-Qaïda qui sont en passe de prendre le contrôle de la province de Kuneitra dans la partie du Golan encore syrienne. Aucune raison officielle du départ n'a été communiquée par les Nations unies mais, peu auparavant, des dizaines de membres de la FNUOD avaient été attaqués par des rebelles du côté syrien et le 28 août, 45 Casques bleus fidjiens avaient été détenus par le Front al Nosra puis libérés après négociations avec l'ONU. Dans un premier temps, le Front al-Nosra avait réclamé une aide humanitaire et son retrait de la liste des organisations terroristes de l'ONU en échange de leur libération.
Depuis le Golan est sous contrôle israélien, la FNUOD continue de jouer son rôle d'observateur et a dénoncé les échanges entre Israël et les rebelles syriens.

#### Présence de la Russie
La Russie, alliée de la Syrie, a construit des postes d'observation, au nombre de 12 en 2024 ; la police militaire russe patrouille dans cette zone, renforcée par l'aviation russe. L'intérêt pour Moscou est de protéger son allié et d'éviter un embrasement de la région. Cette présence sert aussi à maintenir des relations avec Israël, en éloignant la menace des milices chiites. La présence militaire russe a aussi permis le retour des Casques bleus, évacués en 2012,.

#### Reconnaissance par les États-Unis de la souveraineté israélienne

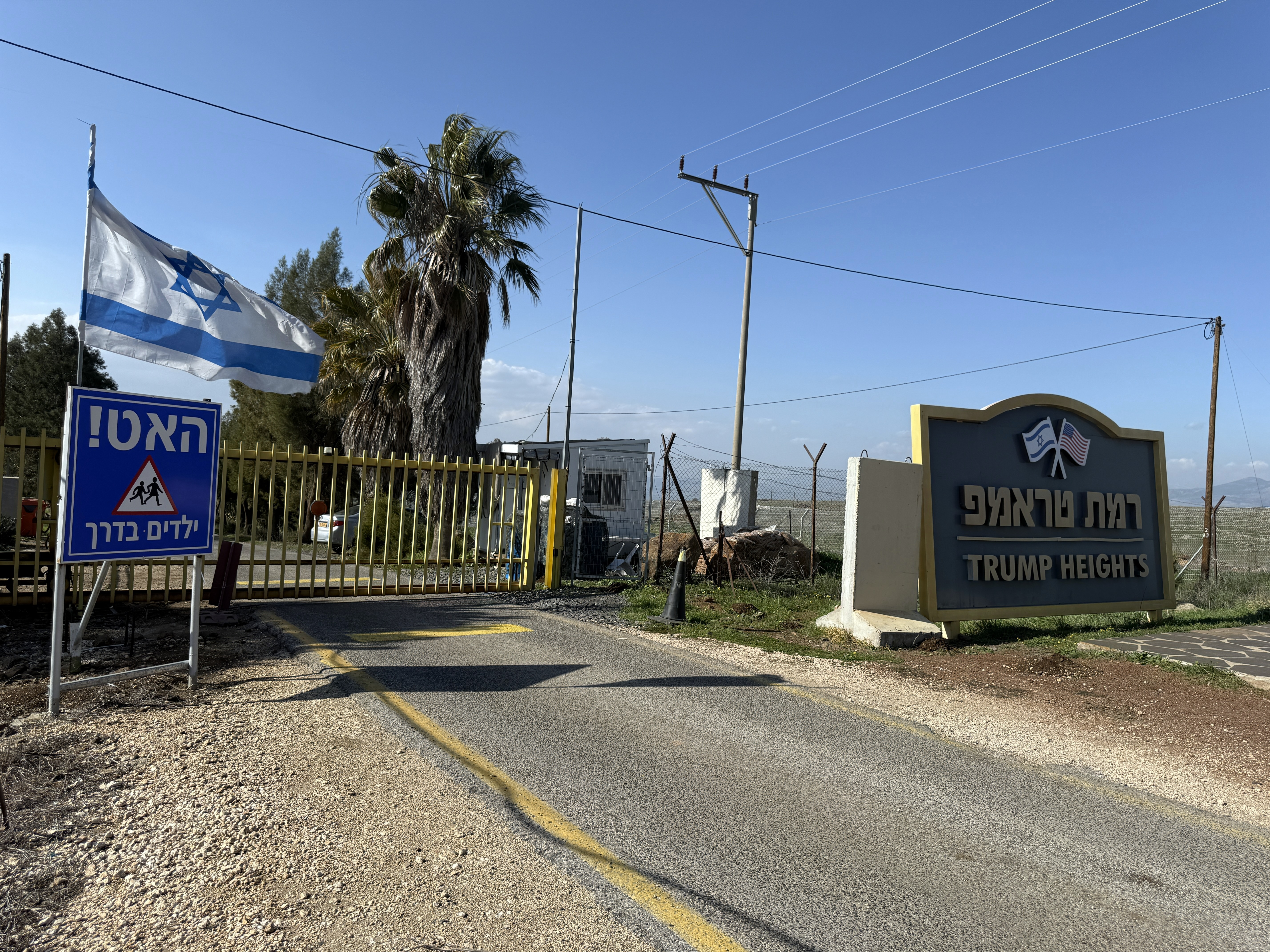
L'entrée de la colonie, fondée en 2019 au Golan occupé, et dont le nom est un hommage rendu au président américain Donald Trump par les colons israéliens.

Le 25 mars 2019, le président Donald Trump signe un décret (ou executive order, dans l'ordre du droit administratif des États-Unis) reconnaissant la souveraineté d'Israël sur le Golan, dont l'annexion n'a jamais été reconnue par la communauté internationale. À la suite de cette déclaration du gouvernement des États-Unis, un porte-parole des Nations unies a rappelé notamment la résolution 497 du 17 décembre 1981 par le Conseil de sécurité, qui considère la décision israélienne d'annexer le Golan comme « nulle et non avenue et sans effet juridique sur le plan international ». Les États-Unis sont le seul pays au monde à reconnaître l'annexion de ce territoire conquis aux premiers jours de la guerre des Six Jours. Cette reconnaissance a été confirmée en 2024 par l'administration démocrate du président Joe Biden,.

### Statut des résidents druzes
La population druze du Golan a conservé sa nationalité syrienne, tout en ayant le statut de résident en Israël.

## Géographie

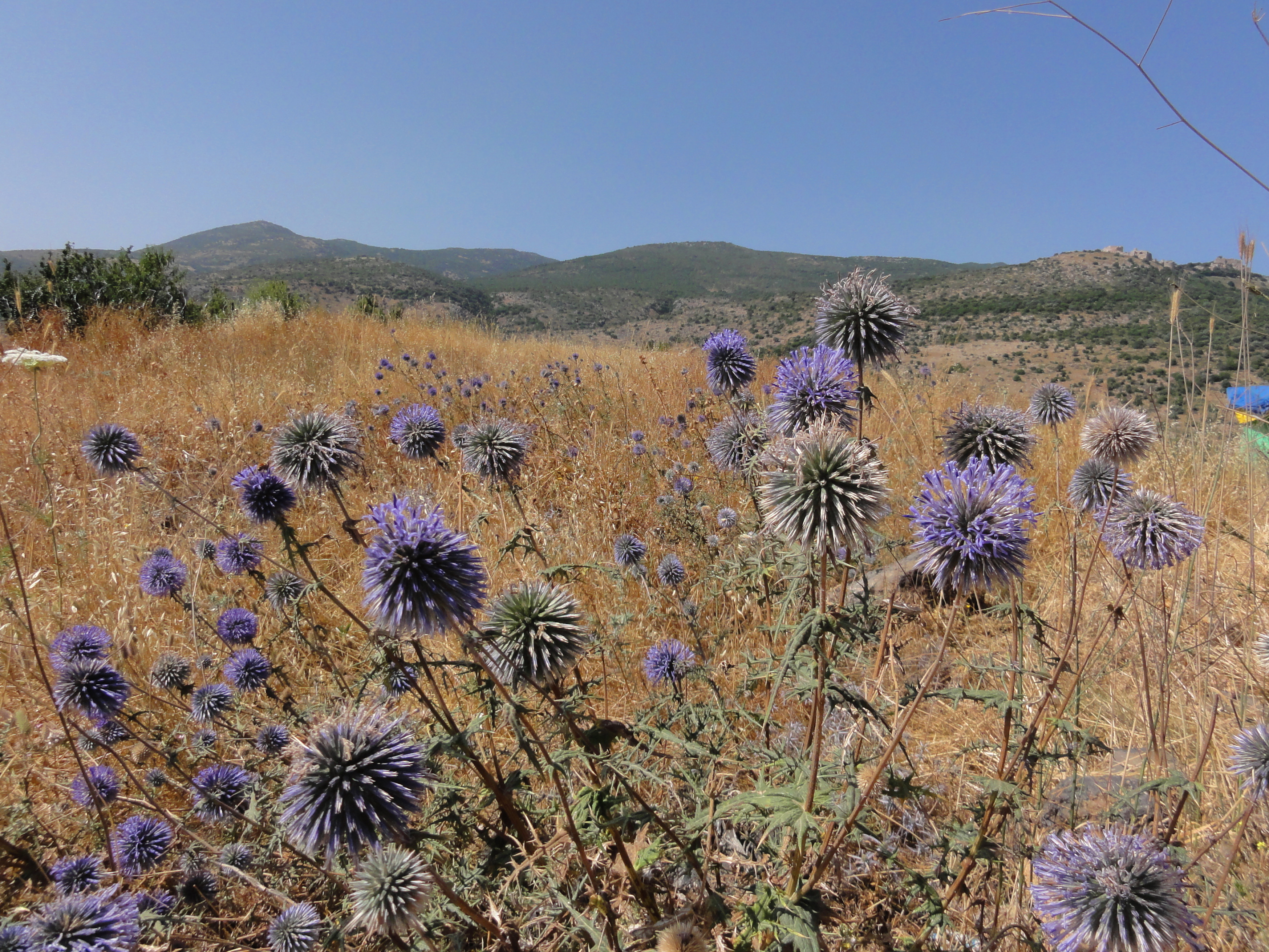
Végétation typique du plateau.

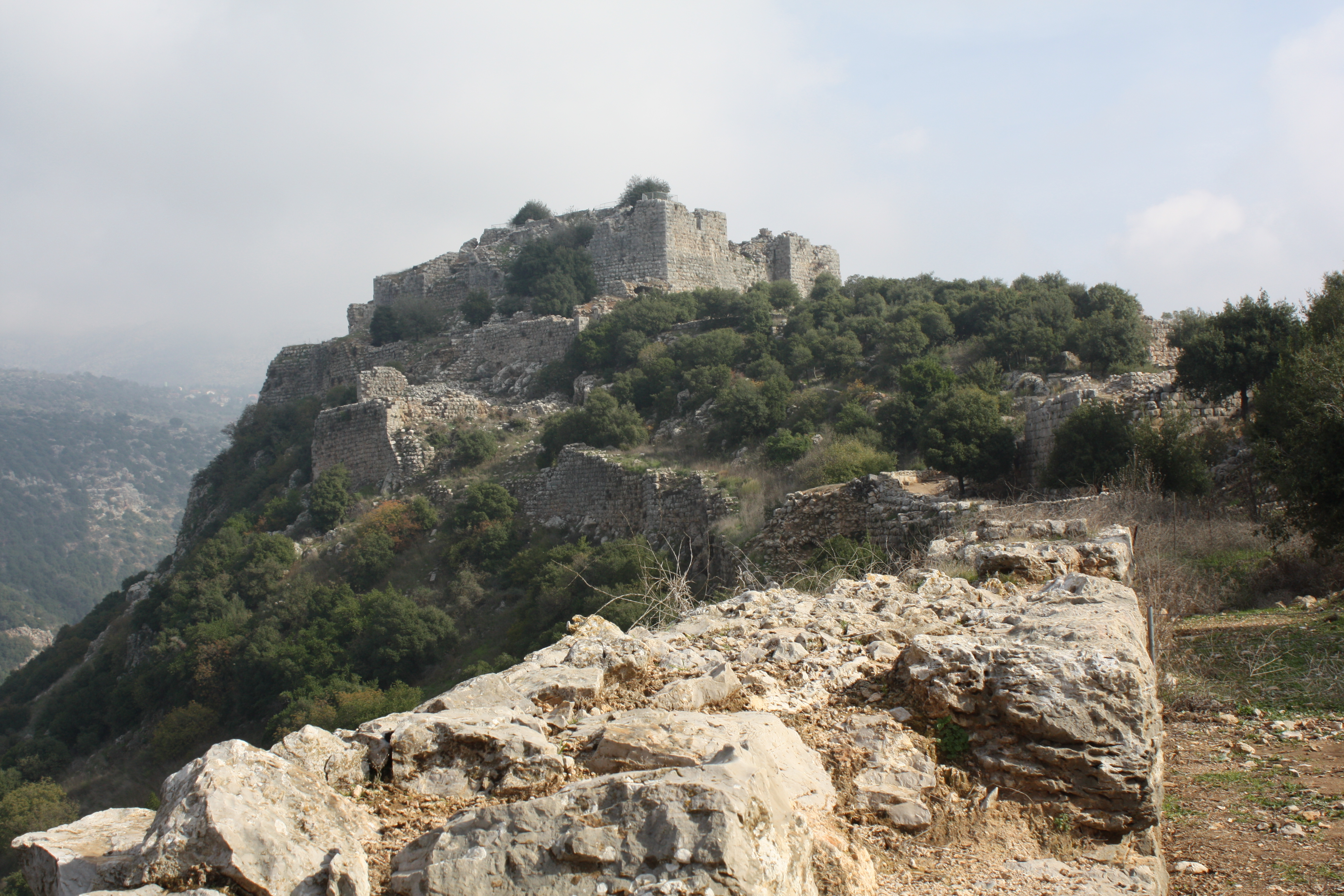
Forteresse de Nimrod.

Le territoire occupé du Golan est essentiellement formé du plateau du même nom. Il regroupe ainsi la moitié occidentale du plateau du Golan mais aussi d'autres reliefs comme le flanc sud-ouest du mont Hermon au nord et une petite frange de la dépression du cours supérieur du Jourdain et du lac de Tibériade.
Ses frontières naturelles sont au nord le mont Hermon, point culminant de la chaîne de l'Anti-Liban, à l'ouest la dépression du cours supérieur du Jourdain, correspondant à la vallée de la Houla, et du lac de Tibériade, au sud la vallée encaissée du Yarmouk. Il constitue un horst oriental de la faille du Levant qui s'étire du nord au sud entre le mont Liban et la mer Rouge ; la vallée du rift du Jourdain le sépare à l'ouest des monts de Galilée. De ce fait, son rebord occidental est relativement abrupt par rapport à ses frontières méridionales, orientales et septentrionales. Il est parsemé de nombreux cratères volcaniques dont la plupart le traversent en un alignement orienté nord-nord-ouest-sud-sud-est. Cette activité géologique est à l'origine de son sol basaltique propice à l'agriculture.
Le territoire du plateau du Golan est essentiellement formé du plateau du même nom. Il regroupe ainsi la moitié occidentale du plateau du Golan mais aussi d'autres reliefs comme le flanc sud-ouest du mont Hermon au nord et une petite frange de la dépression du cours supérieur du Jourdain et du lac de Tibériade.
Administrativement, il s'agit d'un territoire annexé par Israël depuis la loi votée le 14 décembre 1981 par la Knesset (63 pour sur 120 députés). En conséquence, il est devenu un sous-district spécifique (celui du Golan), qui est l'un des cinq sous-districts composant le district Nord de l'État d'Israël. Cette annexion n'est toutefois reconnue que par les États-Unis et Israël.

## Démographie

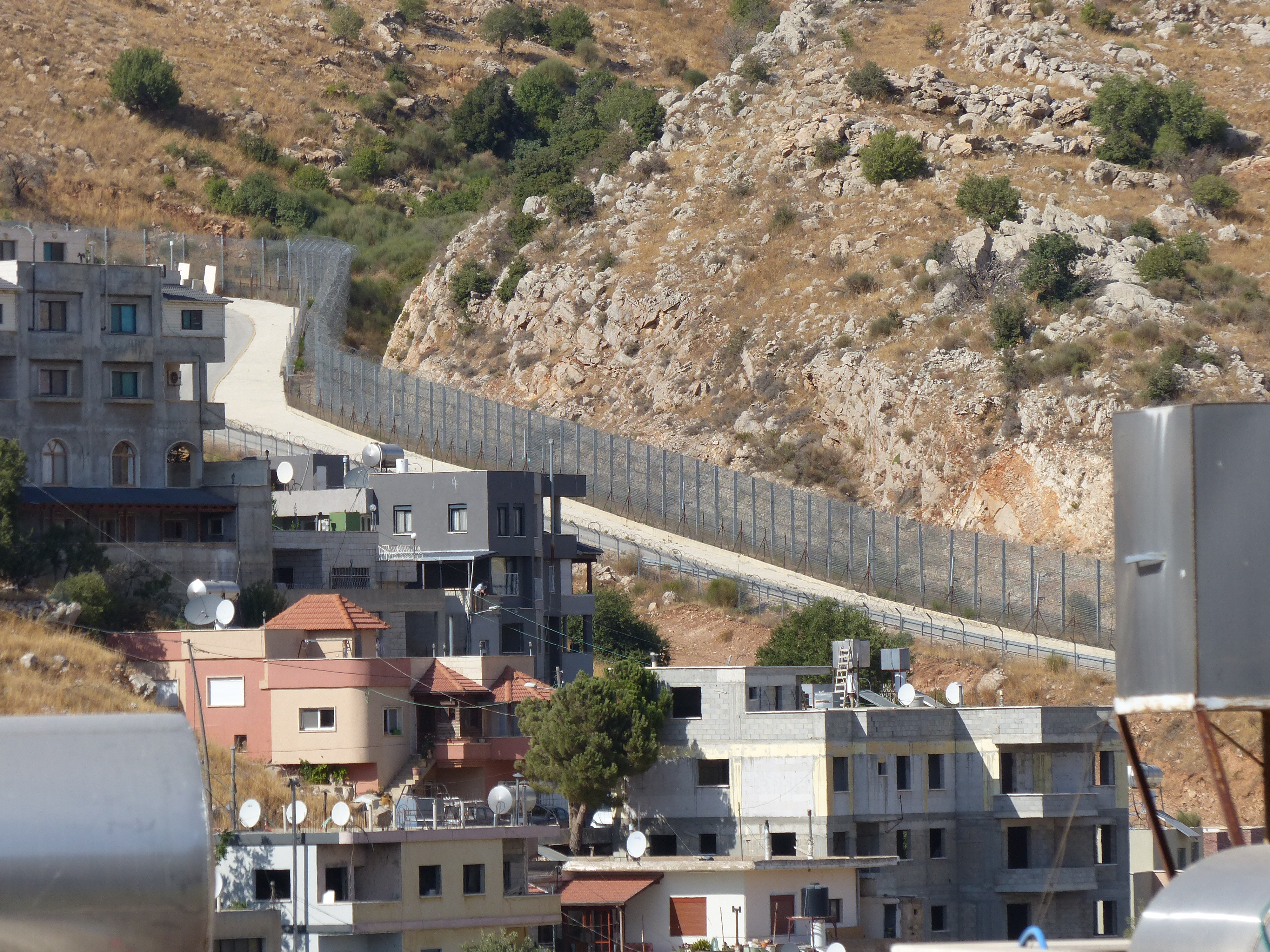
La ville druze de Majdal Shams et la barrière la séparant de la Syrie en 2017.

À la suite des combats et l'occupation israélienne entre 1967 et 1973, 150 000 Syriens ont fui le Golan. Seuls les Arabes druzes sont restés, et des colons israéliens sont venus s'implanter.
En 2014, la population du Golan occupé est estimée à 22 000 Arabes druzes et à 27 000 colons israéliens vivant dans 35 implantations, (villes, villages, moshav et kibboutz), soit un total d'environ 50 000 habitants,,. En 2023, la population comprend 32 000 colons juifs et 25 000 Druzes.
Majdal Shams, avec environ 10 000 habitants, druzes pour la plupart, est la première agglomération du Golan. La colonisation conduit à des tensions autour des terres et des ressources en eau. La colonie juive de Qatzrin, fondée par l'État d'Israël en 1977, est, avec une population de plus de 8 000 habitants, la deuxième agglomération du plateau en 2023 et est du siège du Conseil régional du Golan.
Les Druzes sont pour la plupart restés loyaux à leur nationalité syrienne. En 2022, 83 % des Arabes druzes du Golan refusaient toujours celle d'Israël et sont seulement titulaires d'une carte de « résidents permanents » en Israël. Les arabes Druzes de nationalité israélienne sont également l'objet de discriminations : en 2018, la loi État-nation a fait des Druzes israéliens des citoyens de seconde zone, comme les autres minorités non arabes et non juives du pays.

## Économie

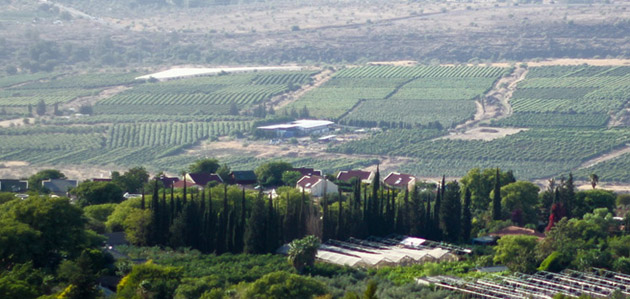
La colonie israélienne de avec le vignoble en arrière-plan, 2011.

L'économie est axée sur l'agriculture. Le Golan produit principalement des pommes, de l'eau de source et du vin. Un tiers de la production vinicole vendue sous étiquette israélienne provient de cette région. La production d'huile d'olive est également pratiquée. C'est aussi une importante région d'élevage puisque 40 % de la viande consommée en Israël en provient.

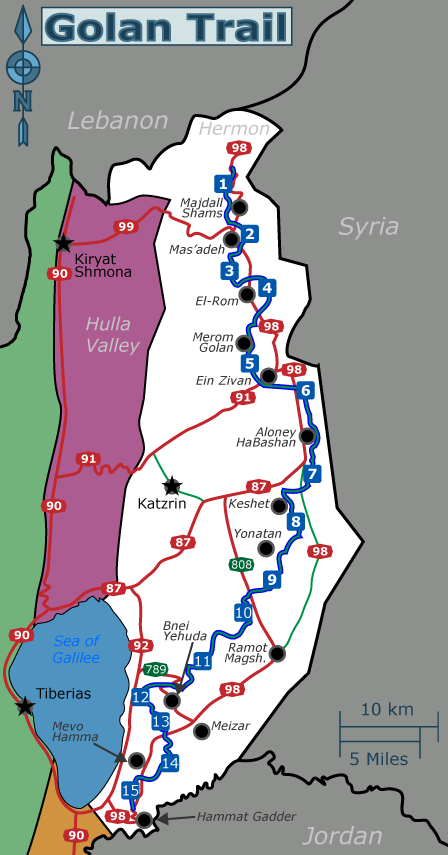
Sentier de randonnée sur le plateau du Golan.

Malgré l'omniprésence militaire, le tourisme vert se développe. Les pentes enneigées du mont Hermon comptent même une station de sports d'hiver. Aujourd'hui, c'est surtout la question de l'eau qui est au cœur de l'agenda politique israélien et régional. Une partie des affluents du Jourdain trouvent leur source sur le plateau et 35 % de l'alimentation aquifère d'Israël provient de cette région.

#### Ouvrages
- [Berthelot 2010] Pierre Berthelot, « Le Golan : statu quo ou restitution ? », Politique étrangère, nos 2010/3,‎ automne 2010, p. 3e partie (« Repères »), art. no 4, p. 647-658 (DOI 10.3917/pe.103.0647, résumé, lire en ligne [html], consulté le 3 mai 2017).
- [Coussirat-Coustère 1982] Vincent Coussirat-Coustère, « Israël et le Golan : problèmes juridiques résultant de la loi du 14 décembre 1981 », Annuaire français de droit international, vol. 28,‎ 1982, p. 1re partie (« Études »), art. no 6, p. 185-214 (DOI 10.3406/afdi.1982.2488, lire en ligne [fac-similé], consulté le 3 mai 2017).
- [DellaPergola 2003] (en) Sergio DellaPergola, « Demographic trends in Israel and Palestine : prospects and policy implications », The American Jewish Year Book, vol. 103,‎ janvier 2003, art. spécial, p. 3-68 (JSTOR 23605541, résumé, lire en ligne [fac-similé], consulté le 3 mai 2017).
- [Fakhr 2000] (en) Sakr Abu Fakhr, « Voices from the Golan », Journal of Palestine Studies, vol. 29, no 4,‎ automne 2000, art. no 1, p. 5-36 (DOI 10.2307/2676559, JSTOR 2676559, lire en ligne [fac-similé], consulté le 4 mai 2017).
- Idith Zerta et Akiva Eldar (trad. Charlotte Nordmann), Les Seigneurs de la Terre : Histoire de la colonisation israélienne des territoires occupés, Seuil, 2013, 496 p. (ISBN 2021080021)

#### Résolutions de l'ONU
Résolution du Conseil de sécurité des Nations unies :
- Résolution 497 (1981) [fac-similé].

Résolutions de l'Assemblée générale des Nations unies :
- Résolution 62/85 [fac-similé].
- Résolution 63/31 [fac-similé].
- Résolution 64/21 [fac-similé].
- Résolution 65/18 [fac-similé].
- Résolution 66/19 [fac-similé].
- Résolution 67/25 [fac-similé].
- Résolution 68/17 [fac-similé].
- Résolution 69/25 [fac-similé].
- Résolution 70/17 [fac-similé].
- Résolution 71/24 [fac-similé].